# Présidence d'Andrew Jackson
7e président des États-Unis
Présidence de John Quincy Adams Présidence de Martin Van Buren
La présidence d'Andrew Jackson débuta le 4 mars 1829, date de l'investiture d'Andrew Jackson en tant que 7e président des États-Unis, et prit fin le 4 mars 1837. Jackson entra en fonction après avoir battu le président sortant John Quincy Adams à l'élection présidentielle de 1828. Au cours de la campagne, il fonda un mouvement politique qui donna naissance sous sa présidence au Parti démocrate. Confortablement réélu en 1832 face à Henry Clay, candidat du Parti national-républicain, Jackson fut remplacé par son successeur désigné, le vice-président Martin Van Buren, après la victoire de ce dernier à l'élection présidentielle de 1836. 
La présidence de Jackson fut à l'origine d'un certain nombre de bouleversements sur le plan intérieur. Favorable à l'expulsion des tribus amérindiennes installées sur les terres situées à l'est du fleuve Mississippi, Jackson ordonna le déplacement forcé de ces populations, un événement connu sous le nom de « piste des Larmes ». Il réforma également l'accès à la fonction publique par la mise en place du système des dépouilles, basé sur le favoritisme, afin d'accroître l'influence du Parti démocrate. En réponse à la crise de la nullification, Jackson menaça d'envoyer des troupes fédérales en Caroline du Sud mais la crise fut finalement dénouée par l'adoption du tarif de 1833. Il engagea par ailleurs un bras-de-fer avec la Seconde banque des États-Unis qu'il considérait comme une institution élitiste et antidémocratique. Le président sortit victorieux de cette confrontation et la charte fédérale accordée à la Seconde banque des États-Unis expira en 1836. La disparition de la banque centrale et la politique monétaire de Jackson destinée à encourager les paiements en or contribuèrent à déclencher la panique de 1837 peu après la fin de son mandat. En politique étrangère, les choses furent moins mouvementées : l'administration Jackson négocia de nombreux traités commerciaux avec des puissances étrangères et reconnut l'indépendance de la république du Texas. 
Jackson fut la personnalité politique la plus influente et la plus controversée des années 1830. Ses deux mandats présidentiels marquèrent profondément la vie politique américaine pour un quart de siècle, période connue aujourd'hui sous le nom d'« ère jacksonienne ». Son action à la tête du pays poussa ses opposants à se rassembler au sein du Parti whig, qui défendait le principe d'un pouvoir exécutif fort pour moderniser l'économie à travers le recours aux banques, à l'application de taxes sur les importations de produits manufacturés et à une politique de travaux publics comme la construction de ports et de canaux. De tous les héritages laissés par les présidents, celui de Jackson est peut-être le plus difficile à expliquer ou à résumer. Plusieurs décennies après son départ de la Maison-Blanche, son biographe James Parton déclara que son bilan était, sur bien des aspects, contradictoire : « Il fut à la fois un dictateur et un démocrate, un ignorant et un génie, un Satan et un saint. » Les évaluations historiques de sa présidence entre 1948 et 2009 classent généralement Jackson au palmarès des dix plus grands présidents de l'histoire américaine.     

## Élection présidentielle de 1828

« Un compte-rendu de quelques-uns des actes sanglants du général Jackson » : série de pamphlets publiés par le camp pro-Adams à l'encontre de Jackson lors de l'élection de 1828.

Résultats de l'élection présidentielle américaine de 1828.

L'élection présidentielle de 1828 fut l'occasion d'un match revanche entre Andrew Jackson et John Quincy Adams, qui s'étaient déjà affrontés quatre ans plus tôt lors de l'élection de 1824. Jackson avait alors obtenu la majorité relative — mais non absolue — des voix au sein du collège électoral, devant Adams, le secrétaire à la Guerre William H. Crawford et le président de la Chambre des représentants Henry Clay. Conformément au 12e amendement de la Constitution, ce fut à la Chambre des représentants que revint la tâche de départager les candidats. À l'issue des débats, Adams fut élu président des États-Unis. Jackson dénonça aussitôt un « marché corrompu » entre Adams et Clay qui fut nommé secrétaire d'État dans la nouvelle administration en mars 1825. 
En octobre de la même année, Jackson fut choisi par la législature du Tennessee pour être de nouveau candidat en 1828 ; c'était la première fois qu'une nomination de ce type avait lieu de façon aussi précoce. L'enthousiasme des partisans de Jackson était tel que la plupart restèrent mobilisés en vue de la prochaine échéance électorale. À Washington, l'ambitieux programme de politique intérieure du président Adams se heurta à l'hostilité du Congrès car l'opposition, dont faisait partie Jackson, considérait que ces réformes renforceraient de manière excessive et dangereuse le pouvoir fédéral. Le sénateur Martin Van Buren, qui avait soutenu Crawford en 1824 et s'était affirmé depuis comme l'une des principales figures de l'opposition, annonça publiquement son soutien à Jackson en vue de l'élection présidentielle de 1828. Ce dernier bénéficia également de l'appui du vice-président John C. Calhoun pour qui les mesures du gouvernement Adams empiétaient trop souvent sur les droits des États. 
Afin de promouvoir la candidature de leur champion, Van Buren et ses alliés multiplièrent les journaux et les clubs pro-Jackson à travers le pays, tandis que le général recevait volontiers des visiteurs dans sa plantation de l'Hermitage. Les historiens André Kaspi et Hélène Harter notent que « pour faire connaître leurs idées et mobiliser les électeurs, les démocrates multiplient meetings, barbecues, banquets et parades. Ils s'adaptent à l'extension du corps électoral ». La campagne ne fut pas avare d'attaques personnelles en provenance des deux camps même si les candidats, selon la tradition de l'époque, ne faisaient pas eux-mêmes campagne et déléguaient cette tâche à leurs partisans. Jackson fut critiqué pour son passé de marchand d'esclaves et moqué dans divers pamphlets. Son épouse Rachel ne fut pas non plus épargnée par les attaques et fut accusée d'être bigame en raison des circonstances controversées de son mariage avec Jackson. 
En dépit des rumeurs dont il fut la cible, Jackson remporta triomphalement l'élection de 1828 avec 56 % du vote populaire et 68 % des voix au sein du collège électoral. Il arriva en tête dans tous les États à l'exception de la Nouvelle-Angleterre. Les élections législatives, qui eurent lieu en même temps que l'élection présidentielle, donnèrent aux partisans de Jackson la majorité dans les deux chambres du Congrès, même si un certain nombre d'entre eux se distancièrent par la suite du président. Le scrutin de 1828 mit fin à l'« ère des bons sentiments » avec la disparition du Parti républicain-démocrate, qui dominait la vie politique américaine depuis 1801, et la mise en place d'un système bipartisan structuré autour du Parti démocrate, rassemblant les jacksoniens, et du Parti national-républicain formé par Adams et ses partisans. Rachel Jackson, mise à rude épreuve lors de la campagne électorale, succomba à une crise cardiaque le 22 décembre 1828, trois semaines seulement après la victoire de son mari. Jackson accusa ses adversaires — et en particulier Adams — d'être responsables de la mort de sa femme et garda envers eux une rancune tenace.

## Cérémonie d'investiture
La première cérémonie d'investiture de Jackson, le 4 mars 1829, fut la première à se dérouler devant le portique Est du Capitole des États-Unis. En raison de l'atmosphère exécrable de la campagne et de son antipathie pour Jackson, Adams refusa d'assister à l'inauguration de son successeur. Une foule d'environ 10 000 personnes se pressa à Washington pour assister à l'événement, inspirant à Francis Scott Key cette parole : « c'est magnifique ; c'est sublime ! ». Jackson fut le premier président à convier le public au bal inaugural organisé à la Maison-Blanche ; parmi l'assistance se trouvaient de nombreux citoyens pauvres dont les habits de tous les jours et les manières bourrues firent jaser. Les gardes, débordés, ne purent empêcher la foule de pénétrer dans la résidence présidentielle, où de la vaisselle et des pièces décoratives furent brisées. À la suite de cet épisode, l'opposition attribua à Jackson le surnom de King Mob (le « roi de la populace ») afin de railler sa démagogie. Même si la présidence d'Adams et la sienne furent marquées par de nombreux désaccords politiques, Jackson entra en fonction à une période de prospérité et de stabilité pour les États-Unis. Il n'annonça aucun objectif politique clair dans les mois qui précédèrent la réunion du Congrès en décembre 1829, en dehors de sa volonté de rembourser la dette nationale.

## Philosophie politique
Le nom de Jackson est étroitement associé au concept de « démocratie jacksonienne », c'est-à-dire un système démocratique reposant non plus entre les mains d'une élite mais sur la participation des citoyens ordinaires organisés en partis politiques. L'« âge de Jackson » fut, à ce titre, un moment fondateur de l'histoire des États-Unis. La philosophie de Jackson en tant que président était assez proche de celle de Thomas Jefferson, en particulier dans sa défense des valeurs républicaines héritée de la guerre d'indépendance. Il croyait en la capacité des individus à « parvenir aux bonnes conclusions » et pensait que leurs droits ne se résumaient pas à élire mais également à « instruire leurs agents et représentants ». Opposé au principe d'une Cour suprême influente et indépendante au motif que « le Congrès, le pouvoir exécutif et la Cour doivent agir en fonction de leur propre interprétation de la Constitution », il était favorable à l'idée d'obliger les juges de la Cour à se présenter aux élections et considérait le constructionnisme strict, désignant dans le champ judiciaire le fait d'être fidèle au sens originel des lois, comme le meilleur moyen de pérenniser la démocratie. Il plaida également pour une limitation du nombre de mandats présidentiels et pour l'abolition du collège électoral.

## Composition du gouvernement
Plutôt que de mettre en avant les chefs de file du Parti démocrate, Jackson nomma au sein de son cabinet de « simples hommes d'affaires » afin d'exercer sur eux une plus grande influence. Le New-Yorkais Martin Van Buren et le Pennsylvanien Samuel D. Ingham furent choisis pour occuper respectivement les fonctions importantes de secrétaire d'État et de secrétaire au Trésor. John Branch fut nommé secrétaire à la Marine, John M. Berrien devint procureur général et John Eaton, un ami et soutien politique fidèle de Jackson, prit la tête du département de la Guerre. Ayant pris acte de l'importance grandissante du Bureau des postes, Jackson éleva la fonction de Postmaster General au rang de cabinet et désigna William T. Barry pour occuper ce poste. 
Des six premiers membres du cabinet de Jackson, seul Van Buren bénéficiait d'une véritable réputation sur le plan politique. Les choix ministériels du président furent diversement critiqués : Calhoun et Van Buren furent déçus du peu de poids accordé à leurs factions respectives dans la composition du gouvernement tandis que les représentants de Virginie et de Nouvelle-Angleterre se plaignirent au contraire d'en être exclus. D'une manière générale, le cabinet perdit en importance sous Jackson qui ne le réunit pas dans les deux premières années de son mandat. En revanche, Jackson s'appuya fortement sur un groupe de conseillers restreint, surnommé le Kitchen Cabinet, dont faisaient partie le général William B. Lewis et le journaliste Amos Kendall. Le président fit appel à son neveu, Andrew Jackson Donelson, pour lui servir de secrétaire particulier, et ce fut l'épouse de celui-ci, Emily, qui fit office d'hôtesse de la Maison-Blanche.
L'action du premier gouvernement de Jackson fut fortement obérée par des rivalités internes, notamment entre Eaton, Van Buren et le vice-président Calhoun ; tous les membres de l'administration — à l'exception de Barry et de Calhoun — démissionnèrent au milieu de l'année 1831. Une nouvelle équipe fut formée au pied levé, avec le gouverneur du Michigan Lewis Cass à la Guerre, le diplomate et ancien parlementaire Louis McLane au Trésor, le sénateur de Louisiane Edward Livingston au département d'État et enfin le sénateur du New Hampshire Levi Woodbury à la Marine. Roger B. Taney, qui avait servi précédemment en tant que procureur général du Maryland, remplit cette même fonction à l'échelon fédéral en remplacement de Berrien. Contrairement aux nominations initiales du cabinet de Jackson, les ministres investis en 1831 bénéficiaient tous d'une envergure nationale et étaient idéologiquement aux antipodes des positions de Calhoun. Bien que ne siégeant pas au cabinet, le journaliste Francis Preston Blair fut un conseiller écouté tout au long de la présidence de Jackson. 
Au début de son second mandat, Jackson procéda à un remaniement partiel de son cabinet : McLane fut transféré à la tête du département d'État, William J. Duane remplaça McLane au Trésor et Livingston fut envoyé comme ambassadeur en France. En raison de son opposition au retrait des fonds fédéraux de la Deuxième banque des États-Unis, Duane fut renvoyé à la fin de l'année 1833 et remplacé par Taney, Benjamin F. Butler succédant à ce dernier au poste de procureur général. En 1834, Jackson fut contraint de remanier une nouvelle fois son gouvernement après le refus du Sénat de confirmer la nomination de Taney. McLane ayant entre-temps donné sa démission, le Géorgien John Forsyth hérita de la fonction de secrétaire d'État tandis que Woodbury, remplacé à la Marine par Mahlon Dickerson, fut le quatrième — et dernier — secrétaire au Trésor de l'administration Jackson. En 1835, le président limogea son ministre des Postes Barry jugé incompétent et le remplaça par Amos Kendall.

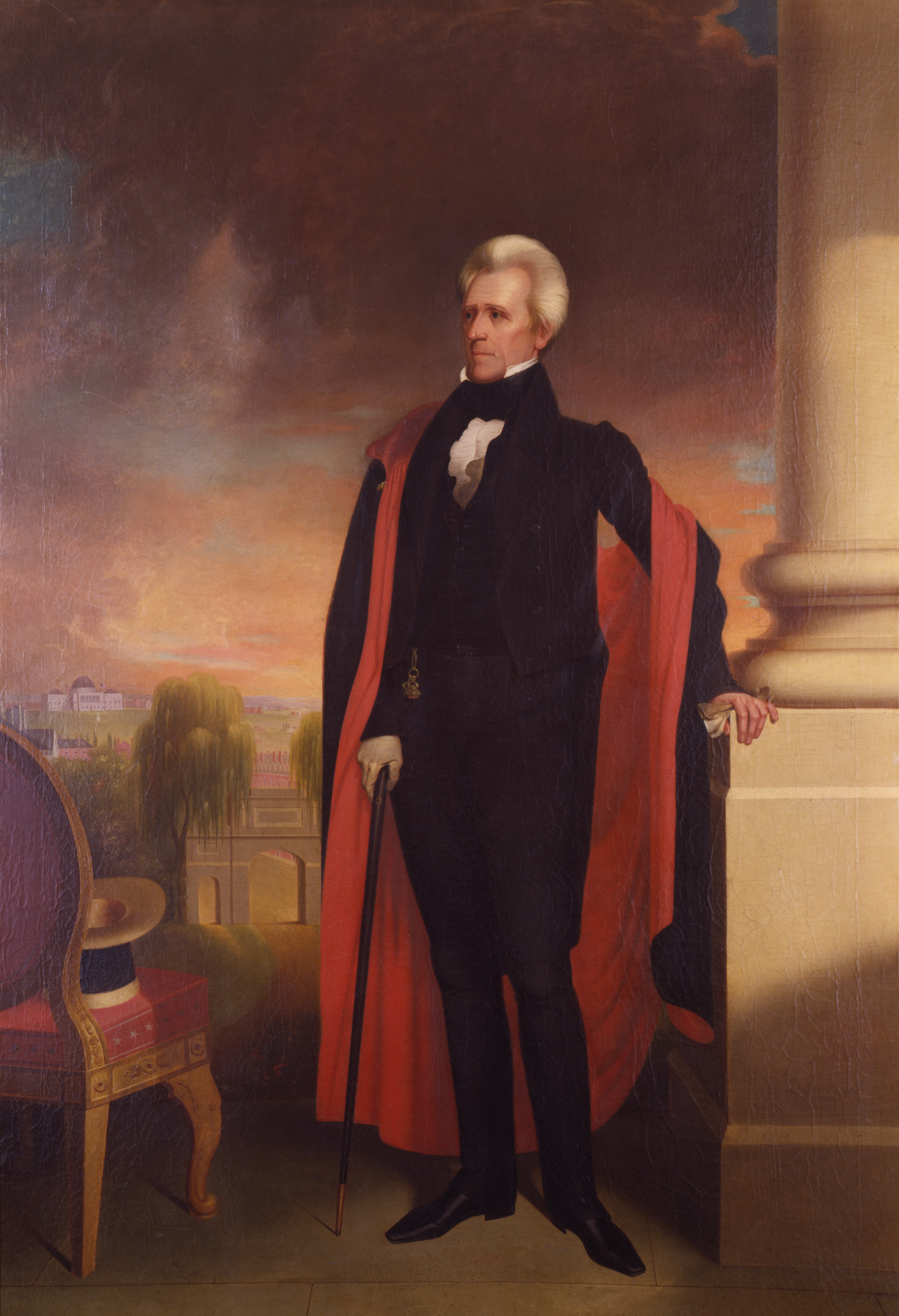
Le président Andrew Jackson. Huile sur toile de Ralph Eleaser Whiteside Earl, 1836-1837, Smithsonian American Art Museum.

## Nominations judiciaires
Jackson nomma six juges à la Cour suprême des États-Unis, inconnus pour la plupart. Sa première nomination fut celle de John McLean, allié proche de Calhoun et ancien ministre des Postes du président Adams. McLean n'avait pas été reconduit dans la nouvelle administration en raison de sa réticence à faire usage de son pouvoir de patronage, et Jackson l'écarta discrètement en lui proposant de siéger à la Cour suprême. McLean rallia par la suite le Parti whig dont il essaya à plusieurs reprises — mais en vain — d'être le candidat à l'élection présidentielle. Les deux individus nommés après lui, Henry Baldwin et James Moore Wayne, étaient parfois critiques vis-à-vis de la politique de Jackson mais ne jouissaient pas d'un grand crédit tant auprès des alliés que des adversaires du président. 
En janvier 1835, Jackson proposa le nom de Roger B. Taney pour combler une vacance au sein de la Cour mais son choix fut rejeté par le Sénat. La mort du juge en chef John Marshall quelques mois plus tard créa une deuxième vacance : Jackson suggéra alors de remplacer Marshall par Taney et désigna Philip Pendleton Barbour en tant que juge assesseur ; le Sénat, à majorité démocrate depuis les élections législatives de 1834, confirma ces nominations. Taney servit comme juge en chef jusqu'en 1864 et entérina la plupart des décisions prises par la cour Marshall. Le 3 mars 1837, quelques heures avant son départ de la Maison-Blanche, Jackson procéda à la nomination de John Catron qui rencontra une fois encore l'approbation du Sénat. Au moment de quitter ses fonctions, Jackson avait renouvelé l'ensemble des juges siégeant à la Cour suprême, à l'exception de Joseph Story et de Smith Thompson. Il nomma également dix-huit juges aux cours fédérales de district.

## Politique intérieure

### Affaire Petticoat

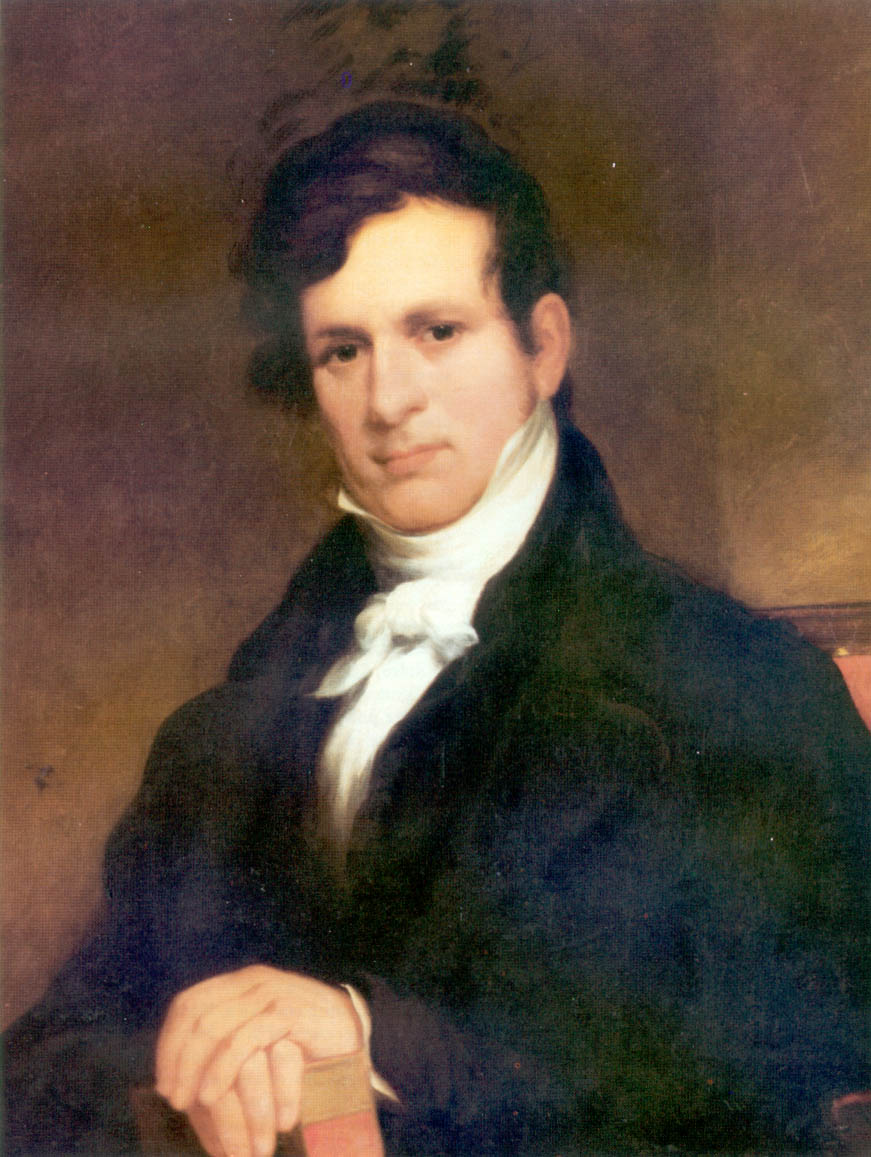
Le secrétaire à la Guerre John Eaton. Huile sur toile de Robert Walter Weir, 1873.

Les premières années du mandat de Jackson furent marquées par l'affaire Petticoat (aussi appelée « affaire Eaton »). Des commérages circulaient en effet à Washington, relayés notamment par l'épouse du vice-président Floride Calhoun, à propos du secrétaire à la Guerre John Eaton et de sa femme Peggy. Cette dernière, qui avait travaillé un temps comme serveuse dans la taverne de son père, fut accusée d'avoir eu des comportements sexuellement inconvenants et même de s'être livrée à la prostitution. D'autres rumeurs reprochaient aux Eaton d'avoir entamé une liaison alors que l'ancien mari de Peggy, John B. Timberlake, était encore en vie. L'affaire commença à prendre une tournure politique lorsque les épouses des membres du cabinet refusèrent de s'afficher aux côtés des Eaton, affirmant que les intérêts et l'honneur de toutes les femmes américaines étaient en jeu, et qu'une femme responsable ne devrait jamais accorder de faveurs sexuelles à un homme en dehors du mariage.
Jackson refusa d'accorder le moindre crédit aux rumeurs concernant Peggy Eaton et déclara à ses ministres : « elle est aussi chaste qu'une vierge ! » Il fut particulièrement ulcéré par ceux qui, en essayant de chasser les Eaton, tentaient de lui dicter les choix de ses ministres ; cette situation n'était pas non plus sans lui rappeler les attaques similaires qui avaient été dirigées contre sa femme. Après avoir un temps soupçonné Henry Clay d'être à l'origine de la manœuvre, Jackson parvint à la conclusion, à la fin de l'année 1829, que l'affaire avait été orchestrée en sous-main par le vice-président Calhoun afin de semer la discorde au sein de son cabinet. La controverse pesant sur les Eaton persista jusqu'en 1831, les épouses des membres du cabinet continuant d'ostraciser le couple Eaton. Le cabinet présidentiel et les conseillers de Jackson se scindèrent en deux groupes, l'un mené par le vice-président Calhoun et l'autre autour du secrétaire d'État Martin Van Buren, un veuf qui entretenait des relations amicales avec les Eaton. Dans les premiers mois de l'année 1831, alors que l'affaire continuait de battre son plein, Van Buren proposa à l'ensemble des ministres de se démettre de leur fonction, et le scandale prit fin avec la démission de Eaton en juin 1831. Le reste du cabinet fit de même, à l'exception du ministre des Postes Barry, ce qui en fit la première démission ministérielle massive de l'histoire américaine.
En récompense de ses services, Van Buren se vit offrir le poste d'ambassadeur au Royaume-Uni mais le Sénat rejeta sa nomination. Le vote décisif contre Van Buren fut apporté par le vice-président Calhoun qui espérait ainsi mettre un terme à la carrière politique de son rival ; son geste eut toutefois l'effet inverse en augmentant la popularité de Van Buren auprès de Jackson et de nombreux démocrates. À l'issue de l'affaire Petticoat, Van Buren apparut ainsi comme l'héritier naturel du président. Dans les années 1860, le biographe James Parton écrivit : « l'histoire politique des États-Unis de ces trente dernières années a pour origine le moment où la main délicate de Mr. Van Buren a frappé à la porte de Madame Eaton ». Dans le même temps, les relations entre Jackson et Calhoun se dégradèrent considérablement, et le président fit peu après l'acquisition du journal Globe afin de se prémunir d'éventuelles rumeurs compromettantes.

### Remaniement bureaucratique etspoils system
La présidence de Jackson fut marquée par le renvoi d'un nombre sans précédent de fonctionnaires fédéraux, même si Thomas Jefferson avait déjà, en son temps, révoqué un certain nombre de fédéralistes employés par le gouvernement. Jackson pensait que cette rotation du personnel était bénéfique pour la démocratie, dans la mesure où elle empêchait le népotisme et rendait la fonction publique dépendante de la volonté populaire. Le président réaffirma sa position sur le sujet dans son message au Congrès de décembre 1829 : « dans un pays où les fonctions sont créées uniquement pour le bénéfice du peuple, aucun homme n'est intrinsèquement plus éligible qu'un autre à un poste de fonctionnaire ». Jackson procéda en tout au remplacement d'environ 20 % des titulaires de postes fédéraux au cours de son premier mandat, certains pour manquement au devoir plus que pour des raisons politiques,. Ces coupes concernèrent principalement le Bureau des postes mais des procureurs de district, des marshals fédéraux, des percepteurs des douanes ainsi que d'autres employés fédéraux furent également démis de leurs fonctions.
Les méthodes de nomination de Jackson furent qualifiées de « système des dépouilles » par ses adversaires, qui reprochaient au président de se servir des emplois gouvernementaux pour récompenser ses partisans et accroître son influence politique. Pour Jackson, la confirmation des fonctionnaires à leur poste ne posait, la plupart du temps, aucune difficulté majeure et il renonça au principe d'une sélection au mérite. De fait, parmi les noms avancés par Jackson figuraient des personnalités controversées comme Amos Kendall ou Isaac Hill, alors que les fonctionnaires renvoyés étaient souvent des individus appréciés. Cela ne fut pas sans fragiliser la coalition présidentielle puisque Calhoun, Van Buren, Eaton et d'autres se disputèrent fréquemment sur le choix des candidats. Le Sénat s'opposa également à certaines nominations, si bien qu'à la fin de sa présidence, Jackson avait eu plus de candidats rejetés que tous ses prédécesseurs réunis.
Dans une tentative de purger le gouvernement de la supposée corruption des administrations précédentes, Jackson déclencha des enquêtes dans tous les bureaux et départements du cabinet exécutif. Son administration intenta notamment un procès — abondamment relayé par la presse — à l'encontre de Tobias Watkins, auditeur auprès du département du Trésor sous la présidence d'Adams. L'écrivain John Neal, un ami de Watkins et farouche détracteur de Jackson, déclara que cette action en justice n'avait eu pour but que d'« alimenter grassement son ancienne rancune » et était « caractéristique de cet homme obstiné, impitoyable et inexorable ».
Jackson exhorta par ailleurs le Congrès à réformer les lois sur le détournement de fonds, à lutter contre les demandes frauduleuses de pensions fédérales et à adopter une nouvelle législation visant à empêcher l'évasion des droits de douane et améliorer la comptabilité du gouvernement. Malgré ces tentatives de réforme, les historiens considèrent que la présidence de Jackson inaugura une ère de déclin de l'éthique publique. La supervision des bureaux et des départements dont les activités se situaient en dehors de Washington, comme la douane de New York, le service postal ou le Bureau des affaires indiennes, s'avéra difficile. Cependant, certaines des pratiques qui furent associées par la suite au « système des dépouilles », y compris la vénalité des charges, la participation forcée aux campagnes des partis politiques et la collecte des cotisations, ne se généralisèrent qu'après la présidence de Jackson. Dans les années qui suivirent le départ de celui-ci, la révocation des fonctionnaires par le président nouvellement élu devint systématique ; alors que Jackson avait limogé 45 % des individus en poste, Abraham Lincoln renvoya 90 % des employés fédéraux au début de son mandat.

### Déportation des Amérindiens

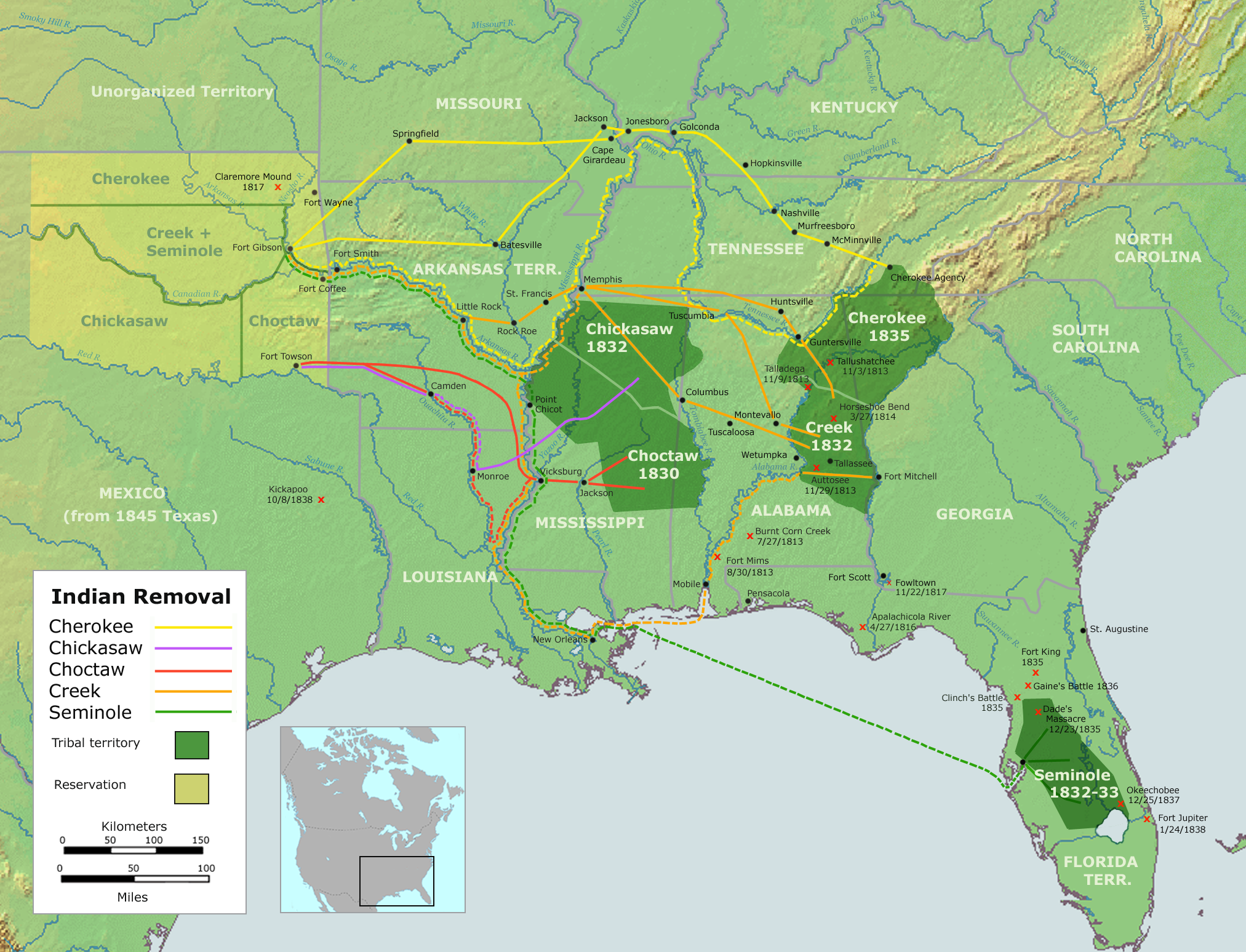
L’Indian Removal Act et les autres traités signés sous la présidence de Jackson entraînèrent la déportation de plusieurs tribus amérindiennes de leurs terres ancestrales.

Avant son entrée en fonction, Jackson avait passé la plus grande partie de sa carrière à combattre les Amérindiens dans le Sud-Ouest et en avait tiré la conclusion que ces derniers étaient inférieurs aux Blancs d'origine européenne. Alors que ses prédécesseurs avaient par moments soutenu le déplacement ou les tentatives de « civiliser » les Amérindiens, sans ériger les affaires indiennes en priorité à l'échelle nationale, la présidence de Jackson mit en place une politique de déportation systématique à l'encontre des tribus amérindiennes,. Au moment de l'investiture de Jackson, environ 100 000 Amérindiens vivaient en territoire américain à l'est du fleuve Mississippi, pour la plupart en Indiana, en Illinois, dans le Michigan, le territoire du Wisconsin, le Mississippi, l'Alabama, la Géorgie et le territoire de Floride. Jackson se concentra tout d'abord sur l'expulsion des tribus amérindiennes du Sud car il pensait que les tribus du Nord-Ouest seraient facilement « repoussées ». Dans son message annuel au Congrès de 1829, le président se montra favorable à octroyer les terres situées à l'ouest du fleuve Mississippi aux Amérindiens et assura de faciliter ceux d'entre eux qui choisiraient de partir volontairement ; à l'inverse, tous ceux qui se refuseraient à quitter leurs terres ancestrales s'exposeraient à la perte de leur indépendance et à leur soumission aux lois de l'État fédéral. 
Un fort courant politique, composé en grande partie de chrétiens évangéliques du Nord, refusa de cautionner la déportation des Amérindiens et continua de plaider en faveur d'une « civilisation » progressive des tribus. Surmontant l'opposition dirigée par le sénateur Theodore Frelinghuysen, les alliés de Jackson firent adopter l’Indian Removal Act en mai 1830. Le projet de loi fut avalisé à la Chambre par 102 voix contre 97, la majorité des parlementaires sudistes s'exprimant en faveur du texte alors que la plupart des représentants du Nord votèrent contre. La loi autorisait le président à négocier des traités pour l'achat de terres appartenant aux tribus à l'est en échange de terres situées plus à l'ouest, en dehors des frontières de l'État. Cette législation concernait en particulier les tribus du sud des États-Unis dont le choix se résumait à partir vers l'ouest ou rester et se soumettre à la loi fédérale. Les peuplades en question, surnommées les « cinq tribus civilisées », étaient les Cherokees, les Muscogees (aussi connus sous le nom de Creeks), les Chicachas, les Chactas et les Séminoles, qui avaient pour point commun d'avoir adopté un ou plusieurs aspects de la culture européenne, notamment un certain degré d'agriculture sédentaire.

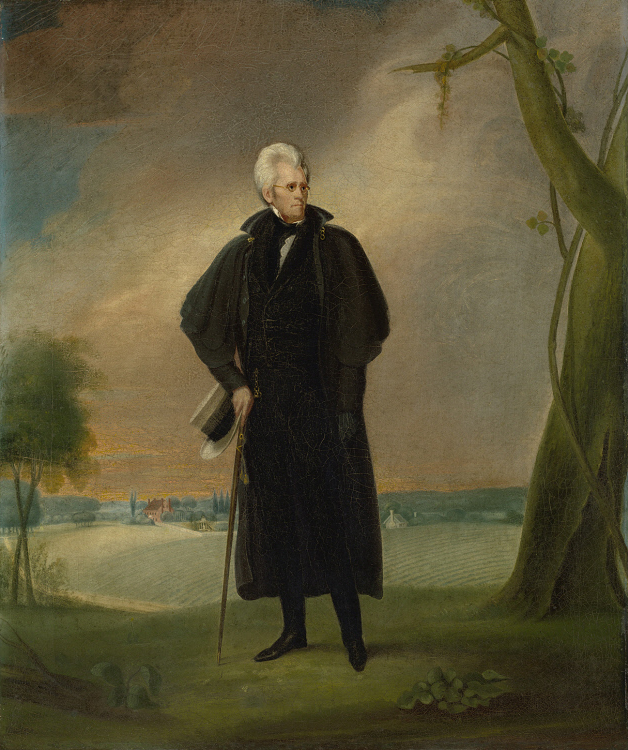
Le président Jackson peint par Ralph Eleaser Whiteside Earl en 1830.

Avec le soutien de Jackson, la Géorgie et d'autres États cherchèrent à étendre leur souveraineté sur les tribus à l'intérieur de leurs frontières, en dépit des traités existants. Les tensions entre la Géorgie et les Cherokees culminèrent avec l'arrêt Worcester v. Georgia rendu par la Cour suprême en 1832. À cette occasion, le juge en chef John Marshall déclara au nom de la Cour que la Géorgie ne pouvait pas empêcher des Blancs de pénétrer en territoire amérindien, comme elle avait tenté de le faire avec deux missionnaires suspectés d'encourager la résistance parmi les tribus. La décision de la Cour suprême contribua à forger le concept de souveraineté tribale mais la Géorgie ne relâcha pas pour autant les deux missionnaires. On attribue souvent à Jackson cette réplique : « John Marshall a pris sa décision. Maintenant, qu'il la fasse appliquer ! », mais l'historien Robert Remini affirme que ces mots n'ont jamais été prononcés. La Cour suprême avait réclamé la libération des prisonniers par la Géorgie mais n'avait pas requis l'intervention du gouvernement fédéral. À la fin de l'année 1832, Van Buren intervint au nom du gouvernement pour reprendre la situation en main et persuada le gouverneur de Géorgie Wilson Lumpkin d'accorder son pardon aux missionnaires.
Une fois rendue la décision de la Cour suprême, l'administration Jackson n'avait aucun intérêt à freiner le déplacement des Amérindiens et la Géorgie fut libre d'étendre son influence sur le territoire occupé par la tribu des Cherokees. En 1832, les autorités de l'État organisèrent une loterie afin de distribuer les terres appartenant aux Cherokees à des colons blancs. Sous l'égide du chef John Ross, la plupart des Cherokees refusèrent d'abandonner leurs terres, mais un groupe mené par John Ridge et Elias Boudinot négocia le traité de New Echota qui officialisait la cession du territoire cherokee aux États-Unis en échange de 5 millions de dollars et de terres à l'ouest du fleuve Mississippi. Malgré le départ effectif d'une fraction de la tribu, bon nombre de Cherokees s'opposèrent à cet accord qui fut cependant ratifié à une courte majorité par le Sénat en mai 1836. Le successeur de Jackson à la Maison-Blanche, Van Buren, fit appliquer le traité de New Echota qui se solda par la mort d'au moins 4 000 Cherokees sur la « piste des Larmes » en 1838.
Jackson, Eaton et le général John Coffee négocièrent ensuite avec les Chicachas qui acceptèrent rapidement de quitter leur territoire. Le président confia aussi à Eaton et Coffee le soin de traiter avec les Chactas, mais les deux hommes n'avaient pas les talents diplomatiques de Jackson et ils soudoyèrent fréquemment les chefs de tribu afin d'obtenir leur soumission. Les dirigeants de la nation Chactas se résignèrent à bouger avec la signature du traité de Dancing Rabbit Creek ; le déplacement des Chactas se déroula pendant l'hiver 1831-1832 et donna lieu à de nombreuses scènes de misère et de souffrance. En 1832, les Creeks ratifièrent de leur côté le traité de Cusseta qui autorisait les Creeks à vendre ou à conserver leurs terres. Un conflit éclata par la suite entre les Creeks demeurés sur place et les colons blancs, déclenchant la seconde guerre Creek de 1836. La révolte des Creeks fut rapidement écrasée par l'armée américaine et les survivants de la tribu furent expulsés au-delà du fleuve Mississippi.
De toutes les tribus du Sud-Est, les Séminoles furent ceux qui opposèrent la résistance la plus acharnée aux tentatives de déportation. L'administration Jackson était parvenue à négocier un traité allant dans ce sens avec un petit groupe de Séminoles mais cet accord fut rejeté en bloc par la tribu. Jackson dépêcha alors des troupes en Floride afin d'expulser les Séminoles par la force. La guerre qui s'ensuivit dura jusqu'en 1842 et plusieurs centaines de Séminoles vivaient encore en Floride après cette date. Un conflit plus bref survint en 1832 dans le Nord-Ouest après qu'un groupe d'Amérindiens conduits par le chef Black Hawk eût franchi le Mississippi afin de retourner dans leurs terres ancestrales en Illinois. Un détachement composite de troupes fédérales et de miliciens de l'État repoussa définitivement les combattants amérindiens au mois d'août, ce qui mit un terme à la « guerre de Black Hawk ». À la fin de la présidence de Jackson, près de 50 000 Amérindiens avaient été contraints de s'installer au-delà du fleuve Mississippi, et cette politique de déportation massive se poursuivit après son départ de la Maison-Blanche.

### Crise de la nullification

#### Entrée en vigueur du tarif de 1828 et premières tensions

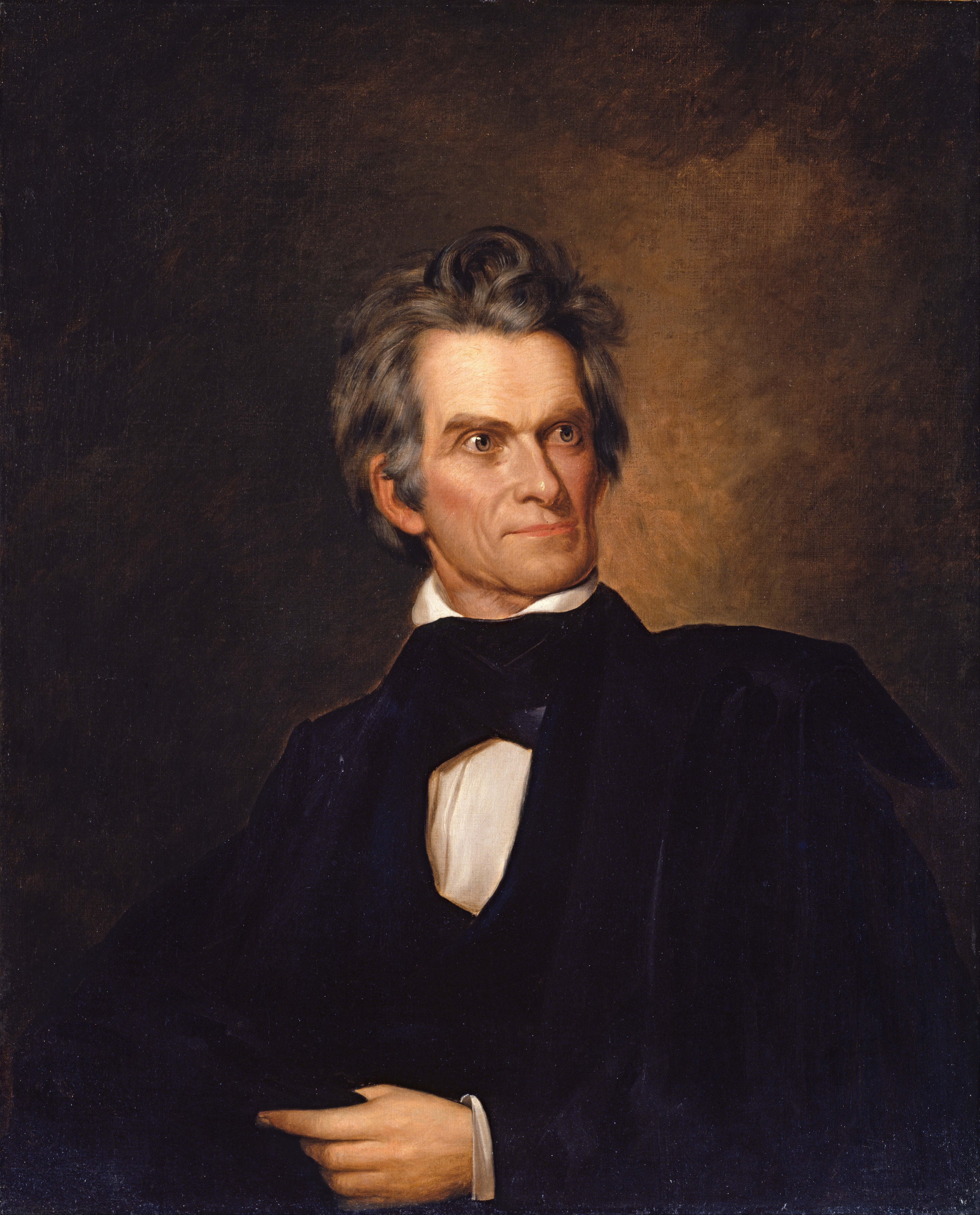
Le vice-président John C. Calhoun, chef de file des « annuleurs » (par George Peter Alexander Healy, vers 1845).

En 1828, le Congrès adopta le « tarif des abominations », qui fixait le prélèvement des droits de douane à un taux historiquement élevé. Cette initiative fut bien accueillie dans le Nord-Est et, dans une moindre mesure, dans le Nord-Ouest, dans la mesure où elle protégeait les industries nationales de la concurrence étrangère. À l'inverse, les planteurs du Sud furent ulcérés par l'augmentation tarifaire qui entraînait une hausse du prix des marchandises importées. Le mécontentement fut particulièrement vif en Caroline du Sud où la classe dominante des planteurs était réputée pour ses positions extrémistes. Dans une proclamation de 1828 intitulée « Exposé et protestation de la Caroline du Sud », qui avait été rédigée en secret par Calhoun, il était affirmé que cet État avait le droit de « nullifier » — c'est-à-dire annuler — la nouvelle législation tarifaire. L'argument de Calhoun visait à démontrer que, si la Constitution autorisait le gouvernement fédéral à imposer des tarifs douaniers pour la collecte de revenus, aucune disposition ne cautionnait la mise en place de tarifs au nom de la protection de l'industrie nationale. Quoique sensible à la défense des prérogatives étatiques, Jackson rejeta le principe de l'annulation. Dans son message au Congrès de 1829, le président se déclara tout au contraire favorable au maintien du tarif, au moins tant que la dette fédérale ne serait pas intégralement remboursée, et soutint un projet d'amendement constitutionnel qui, une fois cet objectif atteint, permettrait de redistribuer le surplus budgétaire ainsi engendré aux États.
Le positionnement de Calhoun n'était certes pas aussi extrême que celui d'autres politiciens de Caroline du Sud, à tel point que lui et ses alliés s'employèrent, dès l'arrivée au pouvoir de Jackson, à marginaliser certains dirigeants plus radicaux comme Robert James Turnbull. Toutefois, à mesure que les relations entre Jackson et son vice-président se détérioraient à la suite de l'affaire Petticoat, les « annuleurs » de Caroline du Sud se firent de plus en plus bruyants dans leur volonté d'abolir le « tarif des abominations ». La rupture entre Jackson et Calhoun fut consommée en mai 1830 après la découverte par le premier d'une lettre dans laquelle le second, alors secrétaire à la Guerre, exhortait le président James Monroe à punir Jackson pour son invasion de la Floride espagnole en 1818. Un conseiller de Jackson, William Lewis, s'était procuré la lettre auprès de William H. Crawford, un ancien membre du cabinet Monroe désireux d'aider Van Buren aux dépens de Calhoun. Ce dernier entama alors avec Jackson une correspondance hargneuse qui se prolongea jusqu'en juillet 1830. À la fin de l'année 1831, la scission était totale, non seulement entre les deux hommes mais aussi entre leurs partisans respectifs. Dans ses écrits de l'époque, Calhoun observa que trois partis existaient dorénavant dont l'un (le sien) était favorable au libre-échange, un autre (mené par Henry Clay) était partisan du protectionnisme et le dernier (dirigé par Jackson) occupait une position intermédiaire.
Persuadé que Calhoun avait pris la tête d'une conspiration hostile au gouvernement fédéral, Jackson déploya un réseau d'informateurs en Caroline du Sud et se prépara à une éventuelle insurrection de cet État. Il apporta également son soutien à une mesure d'allègement des droits de douane, laquelle devait, selon lui, mettre fin à la querelle au sujet de l'« annulation ». En mai 1832, le représentant John Quincy Adams présenta une version légèrement remaniée de ce projet de loi qui fut promulgué avec l'assentiment de Jackson au mois de juillet. Contrairement aux espérances du président, le texte fut, dans l'ensemble, assez mal accueilli dans le Sud et une majorité de parlementaires sudistes votèrent contre. L'entrée en vigueur du tarif de 1832 eut néanmoins pour conséquence de faire passer la question des droits de douane à l'arrière-plan des débats qui agitèrent la campagne électorale de 1832.

#### Durcissement de la crise

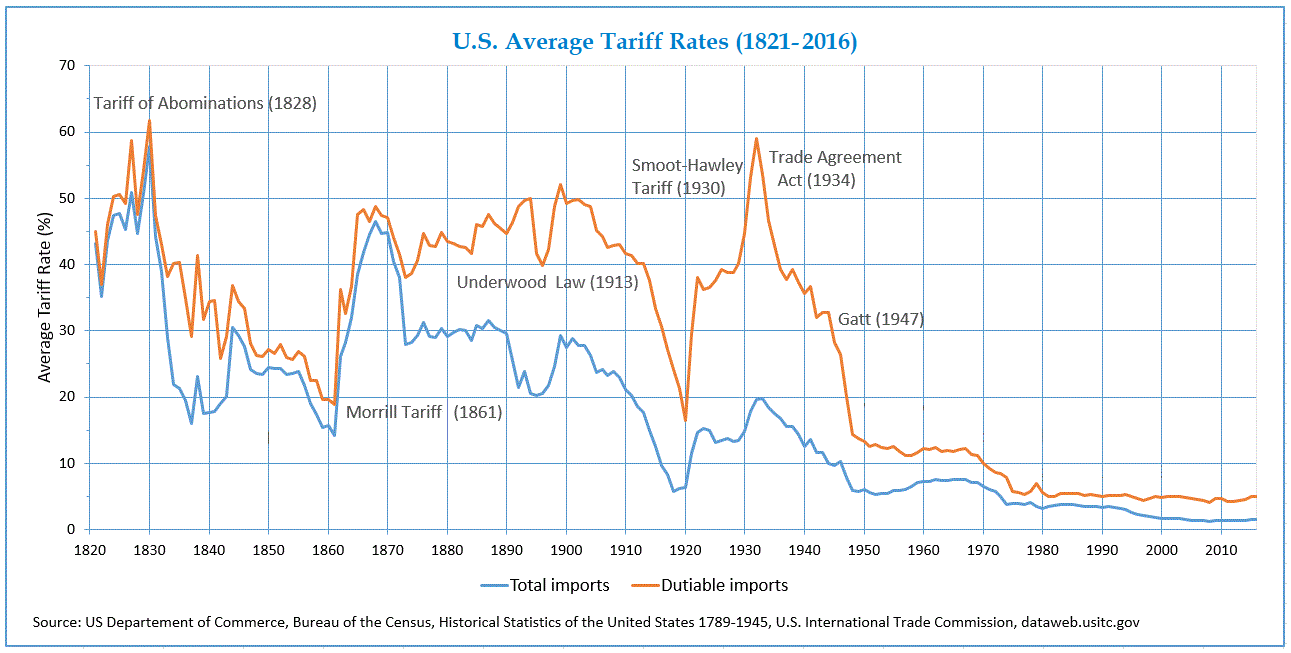
Taux moyens des droits de douane aux États-Unis (1821-2016).

Peu après la victoire de Jackson au scrutin de 1832, les menaces formulées par les « annuleurs », qui cherchaient à obtenir une nouvelle réduction du tarif douanier et promouvoir l'idéologie des droits des États, se concrétisèrent. En novembre de la même année, une convention étatique se tint en Caroline du Sud qui proclama l'invalidité des tarifs de 1828 et 1832 dans les frontières de l'État et prohibait toute perception fédérale sur les importations après janvier 1833. À l'issue de la convention, Calhoun fut élu par la législature locale au Sénat américain pour remplacer Robert Y. Hayne, qui avait démissionné pour devenir gouverneur de l'État. Du temps où il siégeait au Capitole, Hayne avait souvent eu du mal à défendre le principe de la nullification auprès de ses collègues, notamment en raison des féroces critiques du sénateur Daniel Webster du Massachusetts.
Jackson profita quant à lui de son message au Congrès de décembre 1832 pour réclamer une diminution du tarif tout en se disant prêt à réprimer la moindre tentative de rébellion. Quelques jours plus tard, il publia sa « Proclamation au peuple de Caroline du Sud » dans laquelle il affirmait que la capacité des États à annuler les lois fédérales ou à faire sécession était infondée. Jackson ordonna en outre à Joel Roberts Poinsett, un Carolinien du Sud partisan de l'Union, d'organiser une force armée destinée à contenir un éventuel soulèvement, avec la promesse d'un renfort de 50 000 soldats en cas de troubles sérieux. Dans le même temps, le gouverneur Hayne encouragea les volontaires à venir grossir les rangs de la milice de l'État ; 25 000 hommes répondirent à l'appel. Les agissements de Jackson au nom de l'unité nationale divisèrent le Parti démocrate et les débats au sujet de la nullification se multiplièrent dans tout le pays. En dehors de la Caroline du Sud, aucun État sudiste ne reconnut le bien-fondé de ce principe mais nombreux furent également ceux à condamner la rhétorique belliciste de Jackson.

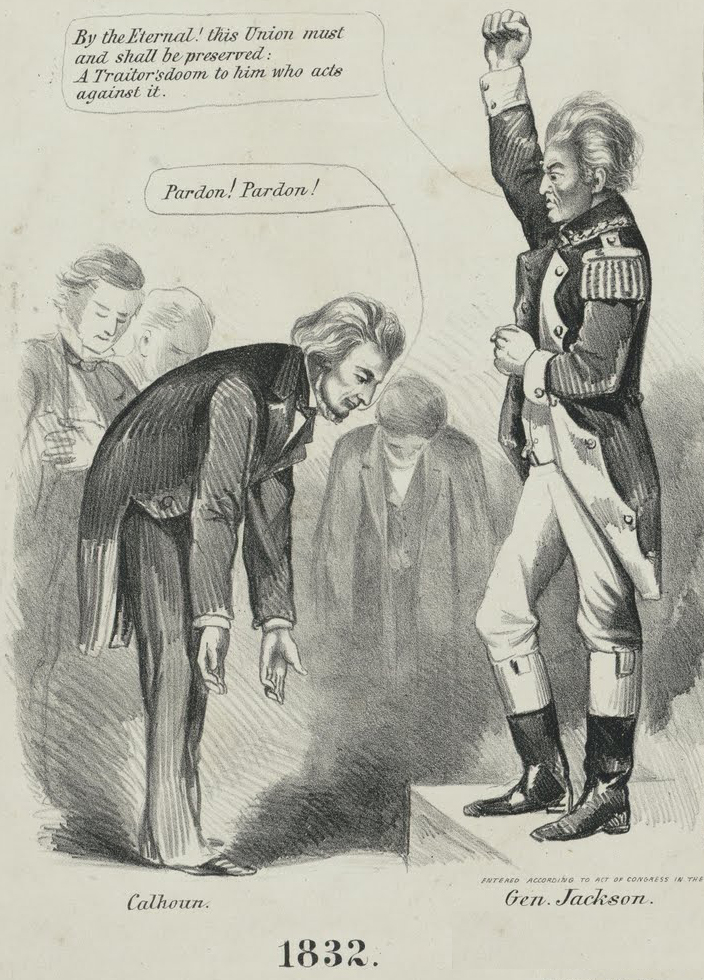
Caricature de 1864 représentant Calhoun (à gauche) s'inclinant devant Jackson lors de la crise de la nullification.

La machine législative continuait cependant de fonctionner. Un projet de loi élaboré par le député Gulian C. Verplanck, un démocrate, fut soumis à la Chambre des représentants afin d'abaisser les droits de douane en restaurant le taux fixé par le tarif de 1816, ce qui incita les dirigeants de la Caroline du Sud à retarder l'entrée en vigueur de l'« annulation » pendant la période d'examen du texte. Alors que les débats suivaient leur cours, Jackson demanda au Congrès d'adopter le Force Bill, qui autorisait explicitement le gouvernement à faire usage de la force pour assurer la collecte des droits d'importation. Les tentatives menées à la Chambre pour réformer le tarif douanier se soldèrent par un échec ; toutefois, les choses n'en restèrent pas là car un autre projet de loi, rédigé par Henry Clay, fut porté dans la foulée à l'attention du Sénat. Grand défenseur du protectionnisme, Clay œuvra pourtant de préférence avec les alliés de Calhoun plutôt qu'avec ceux de Jackson pour obtenir l'approbation du texte. Il s'entendit ainsi avec Calhoun sur la mise en place d'un tarif dégressif dont l'échéance serait fixée à 1843, date à laquelle les taux de prélèvement devaient atteindre un niveau similaire à ceux proposés dans le projet de loi Verplanck. Même si ces taux n'étaient pas aussi bas que l'auraient souhaité les dirigeants du Sud, ces derniers estimèrent que le plan de Clay était un compromis acceptable. Le Force Bill fut, pour sa part, adopté par les deux chambres du Congrès, notamment grâce à l'abstention d'un grand nombre de parlementaires sudistes qui n'avaient pas voulu voter contre afin d'accélérer le processus de révision du tarif.
Le plan de Clay, qui avait recueilli l'adhésion d'une bonne partie du spectre politique, fut adopté par 149 voix contre 47 à la Chambre et 29 voix contre 16 au Sénat. En dépit du fait qu'il avait été ulcéré par le rejet de la proposition Verplanck et l'alliance de circonstance entre Clay et Calhoun, Jackson fut d'avis que la nouvelle législation douanière constituait une issue honorable à la crise et il ratifia le tarif de 1833 et le Force Bill le 2 mars 1833. L'adoption simultanée des deux textes permit aussi bien aux « annuleurs » qu'au président d'affirmer qu'ils étaient sortis victorieux de la confrontation. Jackson mit en revanche son veto à un troisième projet de loi qui prévoyait de distribuer les surplus du tarif aux États, malgré son soutien antérieur à une telle mesure. La convention de Caroline du Sud abandonna de son côté toute velléité d'« annulation » tout en choisissant une dernière fois, par défi, d'invalider le Force Bill. Si les ambitions des « annuleurs » en matière de réduction tarifaire furent largement déçues, leur influence sur la vie politique de Caroline du Sud se renforça à la suite de cette crise.

### Guerre des banques

#### Tensions durant le premier mandat

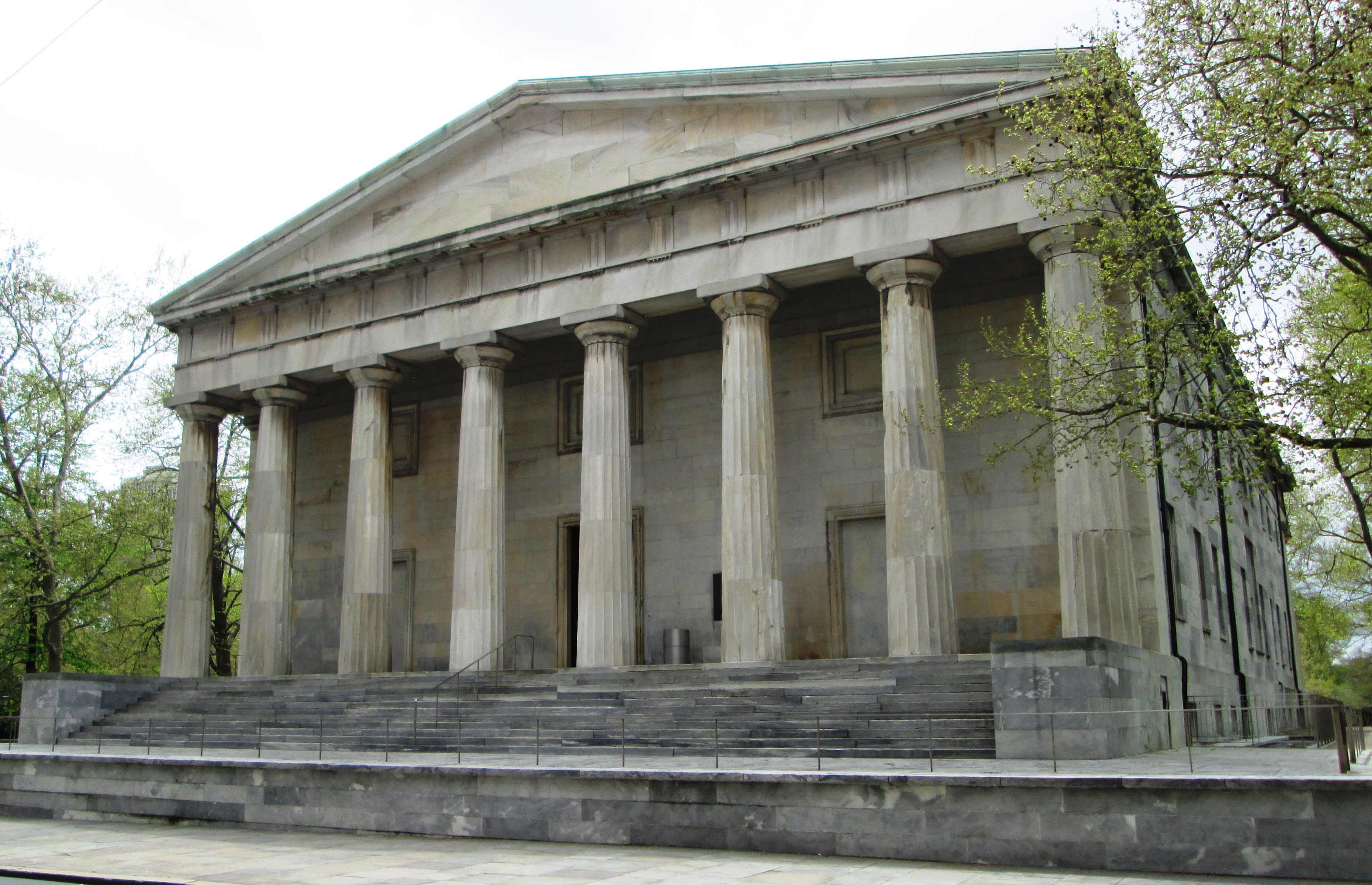
Façade de la Second Bank of the United States à Philadelphie.

À la suite des conséquences économiques désastreuses de la guerre anglo-américaine de 1812, le président James Madison avait obtenu en 1816 la création d'une banque nationale, la Second Bank of the United States, dont la direction fut confiée, à partir de 1822, au financier Nicholas Biddle. La banque en question disposait à l'échelle des États de succursales qui bénéficiaient d'une autonomie assez large. Les missions dévolues à la banque nationale comprenaient le stockage des fonds gouvernementaux, l'émission de monnaie papier, la vente de bons du Trésor, la facilitation des transactions avec l'étranger et l'octroi de prêts aux entreprises ainsi qu'à d'autres banques,. La Second Bank jouait également un rôle central dans la régulation de la masse monétaire, laquelle se composait des pièces métalliques émises par le gouvernement et de la monnaie papier dont la production relevait des banques privées. En proposant aux particuliers d'échanger leurs billets de banque contre de la monnaie sonnante et trébuchante, la banque nationale se fixait pour objectif de limiter le volume de monnaie papier en circulation dans le pays. Lorsque Jackson arriva au pouvoir, la Second Bank possédait un capital de 35 millions de dollars, ce qui représentait plus du double des dépenses annuelles du gouvernement américain.
Les débats au sujet de la banque nationale n'avaient occupé que peu de place au cours de l'élection présidentielle de 1828, mais Jackson et d'autres personnalités politiques méprisaient ouvertement l'institution. Le candidat démocrate déplorait notamment l'influence, excessive à ses yeux, de la banque dans la vie politique du pays, ainsi que le fait que la majorité des fonds détenus par la banque appartinssent à des étrangers. Jackson entretenait depuis de nombreuses années une profonde détestation à l'égard des banques qui l'avait fait se prononcer en faveur d'une suppression de la monnaie papier en circulation. Dans son message au Congrès de 1830, il ouvrit les hostilités avec la Second Bank en prônant sa disparition. Le sénateur Thomas Hart Benton, fervent soutien du président en dépit d'une brouille qui l'avait opposé à Jackson dans le passé, prononça un discours particulièrement virulent à l'encontre de la banque dans lequel il questionnait le bien-fondé du renouvellement de sa charte. Le débat au Sénat ne put cependant avoir lieu dans l'immédiat en raison d'une motion — adoptée de justesse — conduite par Daniel Webster. Afin de s'attirer les bonnes grâces de l'administration Jackson, Biddle nomma des démocrates dans les conseils d'administration des banques locales et fit tout pour accélérer le remboursement de la dette nationale.
La Second Bank n'était cependant pas dépourvue d'alliés au sein de la coalition jacksonienne, à commencer par le secrétaire à la Guerre Eaton ou l'influent sénateur Samuel Smith. À la fin de l'année 1831, le secrétaire au Trésor Louis McLane, plutôt favorable à l'existence d'une banque nationale et qui œuvrait secrètement de concert avec Biddle, élabora un plan que Jackson, non sans une certaine réticence, fit le choix d'appuyer. L'idée de McLane était de réformer en profondeur la Second Bank afin, d'une part, de faciliter le renouvellement de sa charte et, d'autre part, de débloquer des fonds ― par exemple en mettant en vente les actions détenues par le gouvernement au sein de la banque — qui pourraient ensuite être utilisés pour accroître le potentiel de l'armée ou rembourser la dette nationale. Passant outre aux objections du procureur général Roger B. Taney, un adversaire acharné de la Second Bank, Jackson autorisa McLane à publier un rapport dans lequel ce dernier s'exprimait en faveur du renouvellement de la charte.
De son côté, Biddle était soumis à des pressions contraires. Alors que Clay et Webster, qui espéraient faire de la banque nationale un enjeu central de l'élection de 1832, l'encourageaient à exiger un renouvellement immédiat de la charte plutôt que de rechercher un compromis avec l'administration, les démocrates modérés tels que McLane et l'adjoint du président William Lewis étaient conscients que Jackson s'opposerait probablement à une refonte de la charte et conseillèrent à Biddle d'attendre. En janvier 1832, ce dernier présenta au Congrès un plan de renouvellement de la charte qui ne prenait en compte aucune des modifications suggérées par McLane. Les débats parlementaires se poursuivirent jusqu'au mois de mai, date à laquelle Biddle consentit à une révision du projet de loi initial : tout en maintenant le renouvellement de la charte, la nouvelle mouture du texte attribuait au Congrès et au président un droit de regard plus important sur les activités de la banque, tout en limitant le nombre de biens immobiliers et de succursales détenues par celle-ci. La loi sur le renouvellement de la charte fut adoptée par le Sénat le 11 juin puis par la Chambre des représentants le 3 juillet.
À l'occasion d'un entretien avec Van Buren le 4 juillet, Jackson déclara : « la Banque, M. Van Buren, essaie de me tuer. Mais c'est moi qui la tuerai ». Le 10 juillet, le président mit son veto au projet de loi par l'intermédiaire d'un message, rédigé principalement par Taney, Amos Kendall et Andrew Jackson Donelson, qui qualifiait la banque nationale d'institution inégalitaire uniquement profitable aux plus riches. Il souligna également que, puisque la charte de la banque nationale n'arrivait à échéance que dans quatre ans, les deux prochaines sessions du Congrès seraient libres d'examiner d'autres lois destinées à pourvoir à son renouvellement. L'opposition s'empressa d'assimiler la formulation du message à l'« argot typique du niveleur et du démagogue » et reprocha à Jackson d'instrumentaliser la lutte des classes pour s'attirer les faveurs des citoyens ordinaires.

#### Retrait des fonds fédéraux et blâme du président

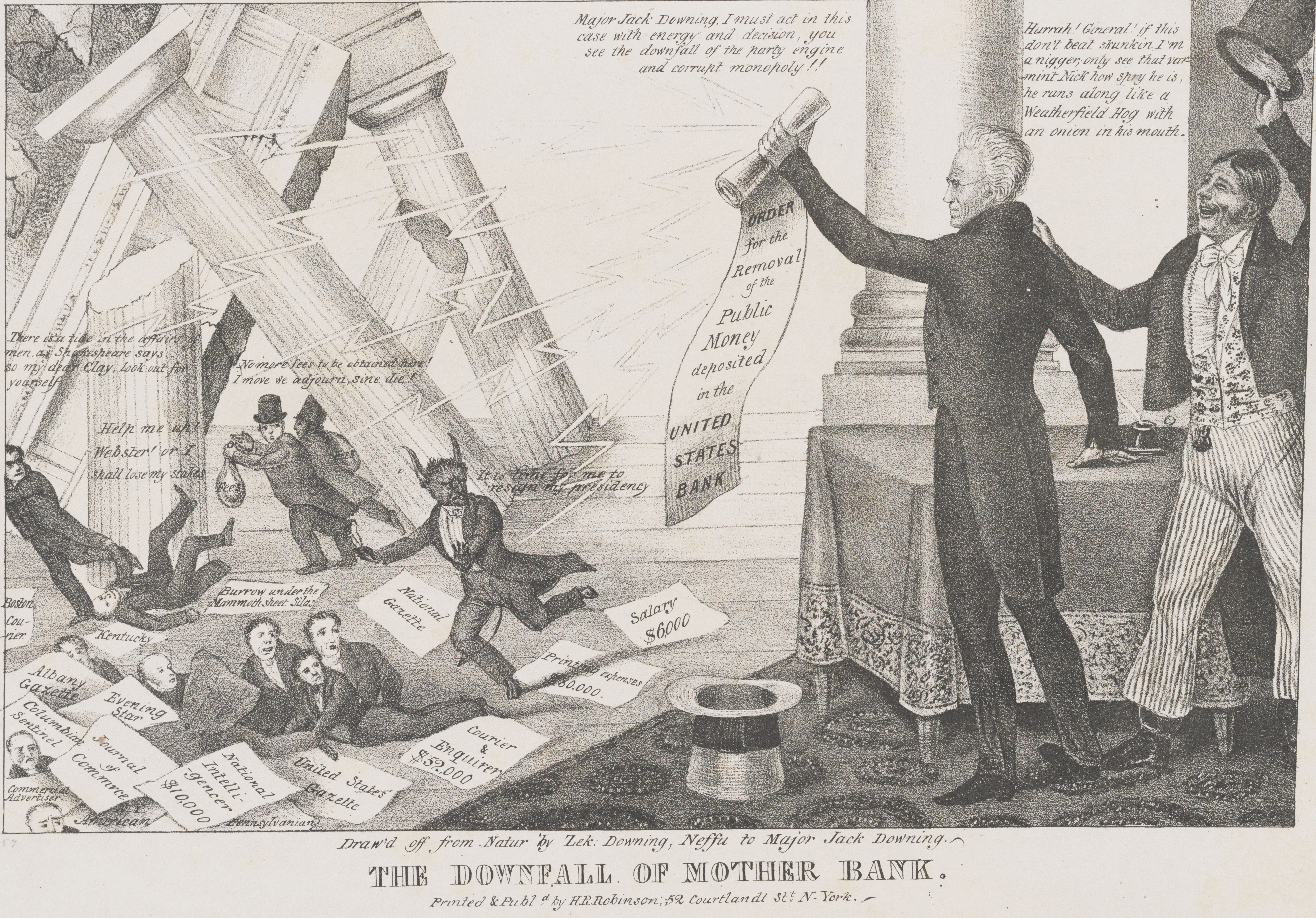
Caricature démocrate de 1833 dépeignant la destruction par Jackson de la banque nationale (à droite, brandissant son « ordre de retrait de la monnaie publique entreposée à la banque des États-Unis »).

Réélu en 1832, Jackson était désormais en mesure de s'opposer au prolongement de la charte de la Seconde banque avant l'expiration de cette dernière en 1836. Même si l'annulation de son veto par le Congrès était peu probable, le président voulait être sûr de se débarrasser une bonne fois pour toutes de l'institution. Son administration n'étant pas en mesure de procéder elle-même au retrait des fonds fédéraux détenus par la banque, la seule solution consistait à demander au secrétaire au Trésor de prouver officiellement le dénuement fiscal de la Seconde banque ; or, celle-ci était toujours solvable. En janvier 1833, au plus fort de la crise de la nullification, le représentant démocrate James K. Polk proposa l'entrée en vigueur d'une loi qui devait permettre le retrait des dépôts gouvernementaux mais son initiative fut rapidement rejetée. Après l'apaisement des tensions avec la Caroline du Sud au mois de mars, Jackson renouvela son offensive contre la banque nationale malgré l'opposition de certains de ses ministres. Il supervisa ainsi durant l'été les préparatifs nécessaires au retrait des fonds fédéraux et dépêcha Amos Kendall à la recherche d'autres banques susceptibles d'accepter les dépôts en question.
Jackson ordonna ensuite au secrétaire au Trésor William Duane de procéder au retrait des fonds gouvernementaux entreposés à la banque nationale. Duane refusa cependant de dresser un bilan à charge de la situation fiscale de la banque et Jackson le remplaça à titre provisoire par Roger B. Taney. Plutôt que de retirer les dépôts existants, Taney et Jackson élaborèrent une autre stratégie qui consistait pour le gouvernement à déposer ses revenus futurs dans d'autres établissements bancaires tout en continuant de s'acquitter des dépenses liées au maintien des précédents dépôts à la Deuxième banque. Le gouvernement n'eut de cesse, à compter de cette date, de déposer ses fonds dans diverses banques étatiques — que l'opposition eut tôt fait de surnommer « banques caniches » — favorables à la politique de l'administration. Biddle réagit en thésaurisant les réserves de la banque nationale et en contractant le crédit, ce qui entraîna une augmentation des taux d'intérêt ; mais alors que l'objectif recherché par Biddle était d'acculer Jackson à la négociation d'un compromis, ses mesures eurent l'effet inverse en accentuant le ressentiment contre la Deuxième banque. Le transfert d'importantes quantités de dépôts bancaires combiné à la hausse des taux d'intérêt créèrent un début de panique financière à la fin de l'année 1833.
Lorsque le Congrès reprit ses travaux en décembre, il fut immédiatement confronté à la polémique liée aux retraits des fonds fédéraux et à ses conséquences sur le plan financier. Aucun des deux camps en présence, démocrates et anti-jacksoniens, n'exerçait un contrôle total sur l'une ou l'autre chambre du Congrès, mais les démocrates étaient plus nombreux à la Chambre des représentants tandis que leurs adversaires jouissaient d'une plus grande influence au Sénat. C'est à l'intérieur de cette dernière enceinte que Clay introduisit une mesure destinée à blâmer Jackson pour le retrait des dépôts gouvernementaux de la banque nationale, jugé inconstitutionnel. Son texte fut approuvé par le Sénat en mars 1834, par 26 voix contre 20. Les sénateurs rejetèrent également la nomination de Taney au poste de secrétaire au Trésor, contraignant Jackson à faire appel à un autre candidat ; son choix se porta finalement sur Levi Woodbury, qui fut confirmé par le Sénat.
À la Chambre des représentants, que présidait alors James Polk, les choses tournèrent plutôt à l'avantage des démocrates. Ladite Chambre annonça en effet, le 4 avril 1834, que la charte de la Deuxième banque « ne devait pas être renouvelée » et que les dépôts « ne devaient pas être rétablis ». Les représentants adoptèrent par ailleurs une disposition qui devait permettre aux « banques caniches » de continuer à recevoir des dépôts du gouvernement et cherchèrent à établir les causes de la récente panique financière, qu'ils soupçonnaient la banque nationale d'avoir délibérément provoquée. Au milieu de l'année 1834, l'économie était de nouveau stable tandis que les opposants au président avaient échoué à obtenir le prolongement de la charte ou l'invalidation des transferts de dépôts opérés par Jackson. De fait, la charte fédérale accordée à la Deuxième banque expira en 1836. L'institution, toujours dirigée par Biddle, continua certes de fonctionner en vertu d'une charte émise par l'État de Pennsylvanie mais ne regagna jamais son influence d'antan. Avec la disparition effective de la banque nationale, la ville de New York supplanta Philadelphie (où siégeait la Deuxième banque) en tant que capitale financière de la nation. En janvier 1837, les jacksoniens, devenus majoritaires au Sénat, révoquèrent le blâme infligé au président, après plusieurs années de vains efforts de leurs partisans.

### Émergence du Parti whig

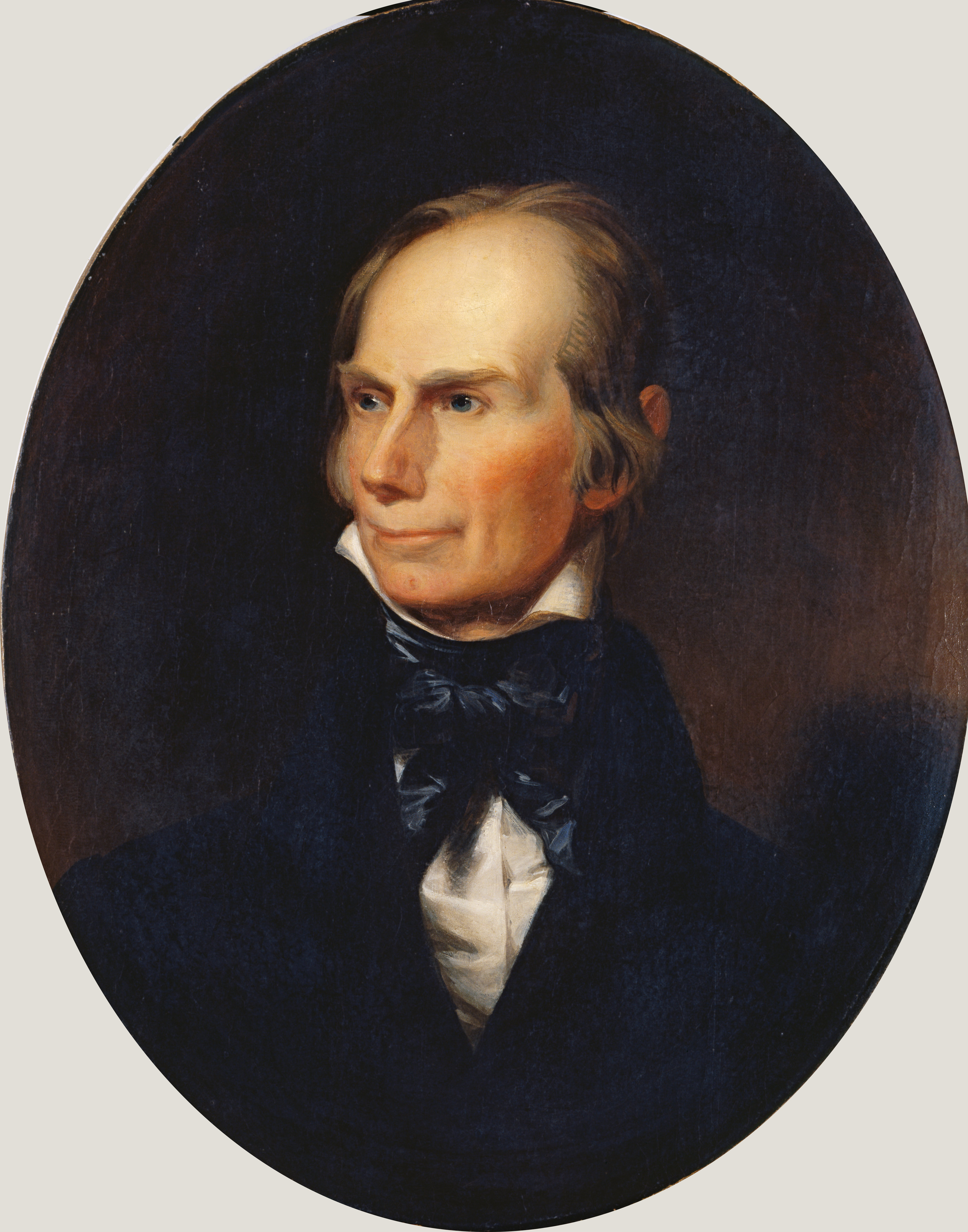
Le sénateur Henry Clay, farouche opposant de Jackson et membre fondateur du Parti whig. Huile sur toile de John Neagle, 1842, National Portrait Gallery.

Au début de la présidence de Jackson, le champ politique n'était pas défini en fonction d'affiliations partisanes claires. La plupart des soutiens du nouveau président étaient implantés au Nord-Ouest, au Nord-Est et au Sud mais ces derniers n'étaient pas d'accord sur de nombreux sujets. La crise de la nullification de 1832-1833 brouilla temporairement le clivage partisan hérité de l'élection de 1824 ; en effet, bon nombre des alliés de Jackson étaient hostiles au recours à la force contre la Caroline du Sud, alors que certains chefs de l'opposition comme Daniel Webster soutenaient le point de vue du président. 
Lorsque Jackson fit suspendre les dépôts de fonds fédéraux à la banque nationale en 1833, la perspective d'un rapprochement avec Webster fut toutefois compromise et les lignes partisanes se solidifièrent. Dépités par l'intransigeance de Jackson au plus fort de la « guerre des banques » et ulcérés par son entente avec Van Buren, de nombreux responsables sudistes quittèrent le Parti démocrate. Les dirigeants nordistes, quant à eux, étaient assez largement hostiles à la déportation des Amérindiens et au bras-de-fer engagé par Jackson contre la Second Bank. Dénonçant l'« usurpation exécutive » du locataire de la Maison-Blanche, les opposants à Jackson se regroupèrent au sein du Parti whig. L'appellation « whig » était une référence aux whigs britanniques qui critiquaient le pouvoir excessif de la monarchie anglaise au XVIIe siècle. Jackson lui-même était comparé négativement par ses adversaires à George III, roi de Grande-Bretagne à l'époque de la guerre d'indépendance américaine.
Les nationaux-républicains, dont Clay et Webster, constituaient le noyau du Parti whig mais de nombreux antimaçons comme William Henry Seward de New York ou Thaddeus Stevens de Pennsylvanie en faisaient également partie. En outre, plusieurs démocrates éminents firent défection tels que l'ancien procureur général John M. Berrien, le sénateur Willie Person Mangum de Caroline du Nord, John Tyler de Virginie et même l'ancien secrétaire à la Guerre de Jackson John Eaton. À partir du mois de décembre 1833, le vote des lois au Congrès fut de plus en plus dicté par l'affiliation partisane des parlementaires. 
L'une des conséquences de cette polarisation de la vie politique fut la multiplication, à l'échelon étatique, de cellules locales des deux partis qui existaient dans tout le pays lors de l'élection présidentielle de 1836 ― même si l'implantation de chaque parti n'était pas la même dans tous les États et que de nombreux adversaires de Jackson dans le Sud profond refusaient l'étiquette de « whig ». Un décalage se fit bientôt jour entre les démocrates, qui adhéraient pleinement au système partisan ainsi qu'au principe des campagnes électorales, et les whigs qui étaient pour la plupart mal à l'aise avec les nouvelles règles du jeu politique et accumulaient les retards sur leurs rivaux en ce qui concernait la mise en place d'organisations nationales et la capacité d'unifier les différentes factions du parti. Aux côtés des démocrates, les whigs n'en dominèrent pas moins la scène politique américaine jusque dans les années 1850. Quant au camp des « annuleurs » mené par Calhoun, il n'était affilié à aucun des deux grands partis et contracta à diverses reprises des alliances avec l'une ou l'autre de ces formations au gré des circonstances.

### Politique économique
L'économie nationale connut une forte expansion à partir de la seconde moitié de l'année 1834, alimentée par les crédits généreusement accordés par les banques d'État. En janvier 1835, Jackson parvint à rembourser la totalité de la dette fédérale, pour la seule et unique fois dans l'histoire du pays. À la suite de la guerre des banques, le président demanda au Congrès d'adopter un projet de loi destiné à réglementer les « banques caniches » (pet banks). Il chercha également à restreindre l'émission de monnaie papier d'une valeur inférieure à 5 $ et à exiger des banques qu'elles détinssent un montant en espèces (pièces d'or ou d'argent) égal à un quart de la valeur des billets émis par elles. Le Congrès n'ayant pas donné suite à cette proposition avant la fin de ses travaux en mars 1835, le secrétaire au Trésor Levi Woodbury obligea les pet banks à accepter une réglementation similaire à celle que Jackson avait soumise au Congrès.

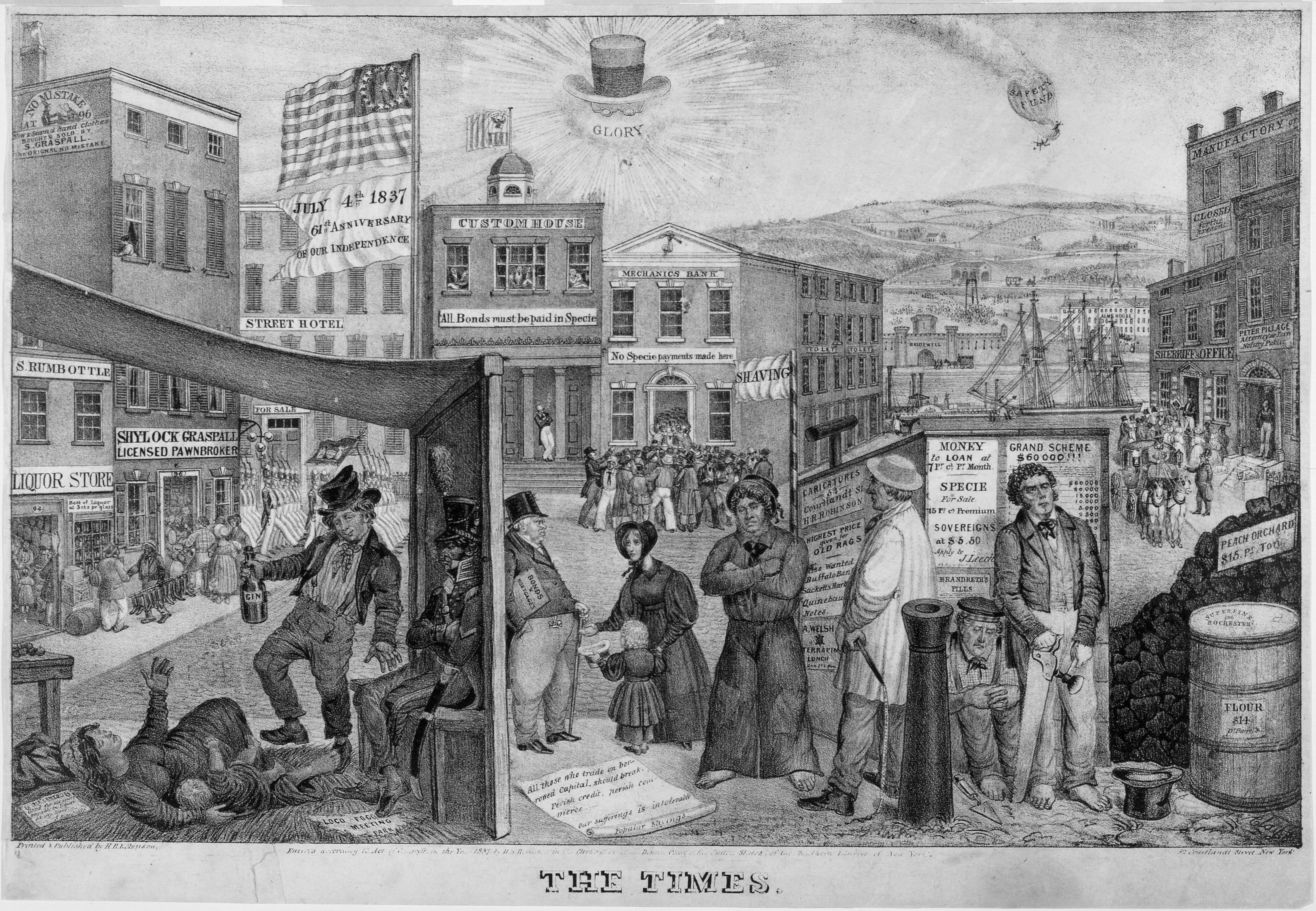
Dessin de 1837 rejetant la responsabilité du marasme économique sur Andrew Jackson (dont le chapeau, les lunettes et la pipe « habillent » un grand soleil dans la partie supérieure de l'image).

Le débat sur la réglementation financière s'étendit aux querelles liées à l'usage qu'il convenait de faire de l'excédent budgétaire fédéral et aux propositions visant à augmenter le nombre de pet banks. En juin 1836, le Congrès entérina un projet de loi qui multipliait par deux le nombre de « banques caniches », redistribuait le surplus de recettes gouvernementales aux États et instituait la réglementation bancaire voulue par Jackson. Après avoir un temps songé à faire usage de son droit de veto, principalement du fait de son hostilité à la distribution des revenus fédéraux, ce dernier promulgua finalement le texte. Le nombre de pet banks passa de 33 à 81, ce qui rendit plus difficile la régulation des dépôts du gouvernement et déboucha sur une augmentation des prêts. L'inflation du crédit favorisa une nette flambée des prix du foncier et accéléra la vente de terres ; le General Land Office vendit ainsi pour 12,5 millions d'acres de terres publiques en 1835, contre 2 millions d'acres seulement en 1829. Dans le but de freiner la spéculation foncière, Jackson édicta la « circulaire d'espèce », un ordre exécutif qui exigeait un paiement en espèces pour tout achat de terres fédérales. Cela eut pour effet de saper la confiance du public dans la monnaie papier. Le Congrès réagit en adoptant une loi qui supprimait la circulaire d'espèce mais cette initiative fut contrée par un veto présidentiel formulé la veille du départ de Jackson de la Maison-Blanche.
La prospérité économique fut balayée par la panique bancaire de 1837, survenue quelques semaines seulement après la fin de la présidence de Jackson. La circulaire d'espèce, qui avait été conçue pour endiguer la spéculation et stabiliser l'économie, ruina nombre d'investisseurs incapables de souscrire à des prêts en or ou en argent. Dans le même temps, l'économie britannique connut un fléchissement qui eut pour effet de diminuer les investissements étrangers aux États-Unis. En conséquence, la crise se transforma en dépression, caractérisée par l'insolvabilité des banques, le creusement de la dette nationale, des faillites d'entreprises en cascade, la chute des prix du coton et la hausse spectaculaire du chômage. Cette situation perdura jusqu'en 1842, date à laquelle l'économie américaine entama son rebond.

### Autres initiatives

#### Travaux publics
Dans les années qui précédèrent l'arrivée au pouvoir de Jackson, l'idée d'utiliser des fonds fédéraux pour construire ou développer les infrastructures — en particulier les routes et les canaux — avait fait son chemin au sein de la classe politique. Jackson avait critiqué lors de sa campagne le soutien d'Adams à des projets d'infrastructures financés par le gouvernement mais, contrairement à certains défenseurs du droit des États, il ne remettait pas en cause le bien-fondé constitutionnel de ces travaux du moment qu'ils contribuaient à l'amélioration de la défense nationale ou au développement de l'économie. 
Sous son mandat, la National Road (« route nationale ») fut étendue de l'Ohio jusqu'à l'Illinois, ce qui en faisait l'un des chantiers les plus ambitieux de l'époque. En mai 1830, la Chambre des représentants adopta une loi créant la Maysville Road, qui devait relier la National Road à la piste Natchez en passant par la ville de Lexington, dans le Kentucky. Fortement encouragé par Van Buren, Jackson mit son veto à la loi en affirmant que le projet était trop modeste pour justifier l'intervention du gouvernement fédéral. Il mit également en avant le fait que le soutien du gouvernement au développement des infrastructures nécessitait des dépenses élevées et que cela mettait en péril son intention de rembourser la dette nationale. La décision de Jackson fut bien accueillie par les « vieux républicains » partisans du droit des États, à l'instar de John Randolph, mais agaça parmi les alliés de Jackson ceux qui étaient favorables à une politique de travaux publics.
En dépit de l'opposition de Jackson à la Maysville Road, le financement fédéral à des projets d'infrastructures augmenta sensiblement sous sa présidence, dépassant même en volume global le total de toutes les administrations précédentes. En raison d'une économie en pleine expansion et de l'importance des revenus perçus par le gouvernement, l'administration Jackson fut en mesure de rembourser l'intégralité de la dette nationale même en tenant compte de la hausse des dépenses en matière de travaux publics.

#### Controverses autour de l'esclavage

Premier numéro du journal abolitionniste The Liberator, en date du 1er janvier 1831.

En tant que président, Jackson, qui était lui-même un propriétaire d'esclaves, se prononça en faveur de l'expansion de l'esclavage dans les territoires et fustigea l'agitation du camp abolitionniste. Même si l'esclavage ne fut pas un enjeu majeur de la politique nationale au cours des années Jackson, deux controverses notables en lien avec l'« institution particulière » se produisirent sous son second mandat. En 1835, l'American Anti-Slavery Society diffusa de nombreux tracts et pamphlets hostiles à l'esclavage, dont plusieurs dizaines de milliers furent acheminés par voie postale à destination des États du Sud. La réaction de ces derniers frisa l'hystérie. Les parlementaires sudistes s'activèrent immédiatement au Congrès pour interdire la circulation de ces tracts, ce que Jackson leur accorda d'autant plus facilement qu'il s'efforçait d'apaiser les tensions avec le Sud depuis la crise de la nullification. La décision du Postmaster General Amos Kendall de laisser toute latitude aux maîtres de poste sudistes pour se débarrasser des tracts jugés compromettants fut cependant dénoncée comme une entrave à la liberté d'expression par les abolitionnistes.
La même année, un second incident se produisit lorsque des abolitionnistes adressèrent à la Chambre des représentants plusieurs pétitions réclamant la fin du commerce d'esclaves et de l'esclavage tout court dans le district de Columbia. Cette initiative fit enrager les sudistes pro-esclavagistes, qui tentèrent d'empêcher la reconnaissance ou la discussion des pétitions. Les whigs du Nord objectèrent cependant que ces dernières n'enfreignaient aucun principe constitutionnel et n'avaient donc pas lieu d'être interdites. Le député de Caroline du Sud Henry L. Pinckney n'en présenta pas moins une résolution qui dénonçait les pétitions comme empreintes de « sentimentalité maladive », affirmait que le Congrès n'était pas compétent pour légiférer sur l'esclavage et excluait l'examen de toute autre pétition de ce genre à l'avenir. Les représentants sudistes, dont beaucoup étaient des partisans de Jackson, votèrent en faveur du texte, communément désigné sous le nom de « règle du bâillon ». Après l'entrée en vigueur de celle-ci à l'issue d'une consultation rapide et sans débat, les revendications des abolitionnistes furent temporairement bannies de l'enceinte du Congrès.
Les débats autour de l'esclavage furent alimentés par d'autres événements importants. En janvier 1831, William Lloyd Garrison fonda l'hebdomadaire The Liberator, qui devint en peu de temps le plus influent journal abolitionniste des États-Unis. Alors que de nombreux militants antiesclavagistes prônaient une émancipation progressive de tous les esclaves, Garrison était partisan d'une abolition immédiate de l'esclavage à l'échelle du pays. Garrison mit également sur pied l'American Anti-Slavery Society, qui comptait environ 250 000 membres en 1838. Toujours en 1831, la plus grande révolte d'esclaves de l'histoire américaine, conduite par Nat Turner, se solda en deux jours par la mort de plusieurs dizaines de Blancs dans le sud-est de la Virginie. L'insurrection fut finalement réprimée par un détachement composite de civils armés, de miliciens de l'État et de soldats fédéraux.

#### Expédition Wilkes
Au cours de son premier mandat, Jackson refusa d'accorder l'appui de son gouvernement à la préparation d'expéditions maritimes et scientifiques. Son prédécesseur, en la personne de John Quincy Adams, avait déjà tenté de lancer une expédition de ce genre en 1828, mais le Congrès avait refusé de voter les crédits nécessaires et le projet fut abandonné par Jackson au moment de son investiture en 1829. Désireux de laisser une empreinte comparable à celle de Thomas Jefferson, qui avait soutenu en son temps l'expédition Lewis et Clark, Jackson décida néanmoins de favoriser les missions d'exploration lors de son second mandat. Le 18 mai 1836, il promulgua une loi qui donnait corps à la United States Exploring Expedition (aussi appelée « expédition Wilkes » du nom de son commandant). Jackson confia les préparatifs de l'expédition au secrétaire à la Marine Mahlon Dickerson, mais celui-ci ne se révéla pas à la hauteur de sa tâche et l'expédition ne put être lancée avant 1838.

#### Réformes administratives
L'arborescence du pouvoir exécutif fut modifiée à diverses reprises sous la présidence de Jackson. Le ministre des Postes Amos Kendall réorganisa le Post Office et soutint l'adoption du Post Office Act of 1836, qui transformait ce dernier en département ministériel directement rattaché au cabinet du président. Sous l'impulsion du commissaire Ethan Allen Brown, le General Land Office fut restructuré et élargi afin de s'adapter à la demande croissante de terres fédérales, de même que le bureau des brevets (Patent Office) dirigé par Henry Leavitt Ellsworth. N'ayant pas obtenu l'autorisation de scinder en deux le département d'État, Jackson divisa le ministère en huit bureaux et présida en outre à la création du Bureau des affaires indiennes, chargé de superviser la déportation des Amérindiens et, d'une manière plus générale, la politique du gouvernement à l'égard des tribus. La ratification par Jackson du Judiciary Act of 1837 favorisa également l'implantation des cours de circuit dans les États de l'Ouest.

#### États admis au sein de l'Union
Deux nouveaux États furent admis au sein de l'Union sous la présidence de Jackson : l'Arkansas le 15 juin 1836 et le Michigan le 26 janvier 1837. Ces États accrurent l'influence des démocrates au Congrès et votèrent pour Van Buren à l'élection présidentielle de 1836.

## Politique étrangère

### Traités commerciaux et réparations de guerre
La politique étrangère de l'administration Jackson ne connut guère d'événement marquant avant 1835. La Maison-Blanche se concentra principalement sur l'ouverture de nouveaux débouchés au commerce américain. Un accord commercial négocié avec le Royaume-Uni favorisa les exportations américaines aux Antilles britanniques et au Canada, en dépit du refus de Londres d'autoriser les navires battant pavillon des États-Unis à commercer avec les Antilles. L'entrée en vigueur de cet accord, vainement recherché par les présidents précédents, fut l'une des grandes réussites de la politique extérieure de Jackson. Le département d'État conclut également des accords commerciaux avec la Russie, l'Espagne, l'Empire ottoman et le Siam ; en conséquence, les exportations américaines — essentiellement de coton — bondirent de 75 % tandis que les importations connurent une hausse de 250 %. Jackson augmenta aussi le budget de la marine qu'il utilisa pour défendre les intérêts économiques de son pays dans des régions éloignées telles que l'archipel des Malouines ou Sumatra.
La Maison-Blanche accorda beaucoup d'importance au dossier de la réparation des dommages matériels infligés aux États-Unis. Le principal contentieux concernait le règlement d'une dette par la France en reconnaissance des préjudices subis par la nation américaine au cours des guerres napoléoniennes. La France avait accepté de verser la somme demandée mais continuait en pratique d'ajourner le paiement. Jackson alla jusqu'à brandir la menace d'une guerre pour faire plier les autorités françaises mais son bellicisme fut tourné en dérision par ses adversaires politiques. En 1836, l'ambassadeur américain en France, William Cabell Rives, obtint finalement de Paris un dédommagement de 25 millions de francs (environ 5 millions de dollars de l'époque),. Le département d'État perçut également des sommes plus modestes de la part du Danemark, du Portugal et de l'Espagne.

### Reconnaissance de la république du Texas

Carte de la république du Texas (en vert foncé) et des territoires contestés avec le Mexique (en vert clair).

Jackson, qui avait approuvé l'acquisition de nouveaux territoires américains lors du traité d'Adams-Onís de 1819, souhaitait étendre les États-Unis vers l'ouest. Dans le sillage d'Adams, il essaya de négocier l'achat de l'État mexicain du Coahuila y Texas mais ses tentatives se soldèrent par un échec. Lors de son accession à l'indépendance, le Mexique avait encouragé les colons américains à s'installer dans cette province sous-développée et 35 000 d'entre eux répondirent à l'appel entre 1821 et 1835. La plupart étaient originaires du sud des États-Unis et possédaient des esclaves. Cet afflux fit craindre au gouvernement de Mexico de voir l'État basculer dans le giron de Washington et, en 1830, les autorités mexicaines prohibèrent toute immigration américaine au Texas. Les colons exprimèrent leur mécontentement, lequel ne fit que s'exacerber dans les années suivantes.
En 1835, les Texans, aidés par la population locale hispanophone, se révoltèrent contre le Mexique pour obtenir leur indépendance. L'un de leurs chefs, Stephen F. Austin, écrivit à Jackson pour solliciter l'appui des troupes américaines, mais ce dernier adopta une position de neutralité. La victoire des insurgés en mai 1836 déboucha sur la proclamation de la république du Texas ; aussitôt, le nouveau gouvernement transmit une demande de reconnaissance officielle à Jackson et réclama son admission au sein de l'Union. Aux États-Unis cependant, des voix opposées à une telle reconnaissance s'élevèrent au sein de la faction hostile à l'esclavage, au motif que cette pratique était répandue au Texas. Jackson lui-même n'accéda pas immédiatement aux requêtes des Texans car il pensait que leur indépendance n'était pas garantie à court terme et qu'une éventuelle annexion donnerait du grain à moudre aux abolitionnistes dans la perspective de l'élection présidentielle de 1836. Néanmoins, après la victoire de Martin Van Buren à ce scrutin, ses doutes se dissipèrent : Jackson reconnut formellement la république du Texas en mars 1837 et nomma Alcée Louis la Branche en tant que chargé d'affaires,.

## Tentative d'assassinat

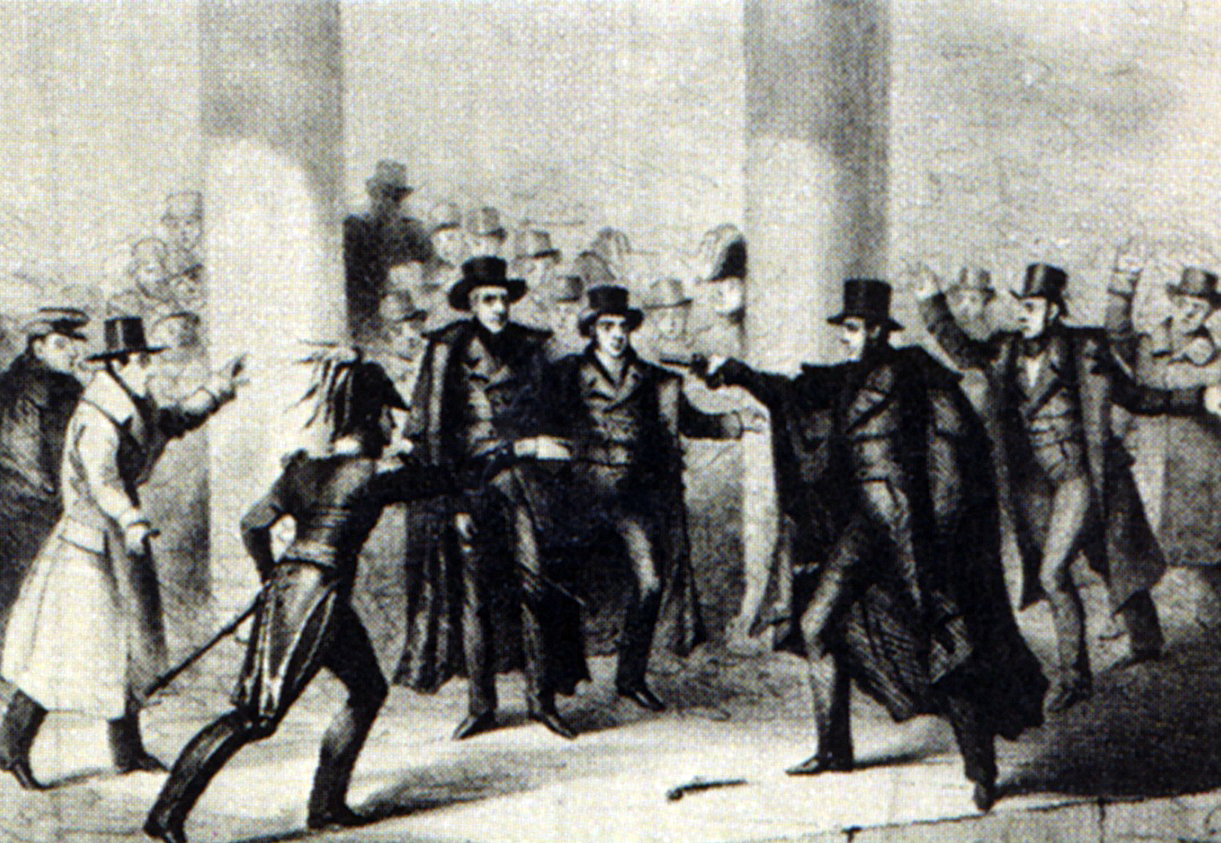
Tentative d'assassinat d'Andrew Jackson par Richard Lawrence le 30 janvier 1835, vue par une gravure contemporaine.

Le 30 janvier 1835, Jackson fut victime de la première tentative d'assassinat contre un président américain en exercice. Alors que le président quittait le Capitole des États-Unis par le portique Est à l'issue d'un enterrement, Richard Lawrence, un peintre en bâtiment au chômage originaire d'Angleterre, braqua un pistolet sur Jackson mais le coup de feu ne partit pas. L'assassin dégaina alors un second pistolet qui s'enraya également, probablement en raison de l'humidité ambiante. Jackson, furieux, attaqua l'individu avec sa canne tandis que des témoins se précipitèrent sur Lawrence et le mirent hors d'état de nuire. Lawrence déclara par la suite qu'il était un roi anglais déchu et que Jackson était son serviteur. Il fut reconnu coupable de folie et interné en établissement psychiatrique. Jackson soupçonna un temps ses adversaires politiques d'être à l'origine de cet attentat mais ses allégations ne furent jamais prouvées.

## Échéances électorales

### Élection présidentielle de 1832
Dans les années qui précédèrent l'élection de 1832, personne ne savait si Jackson, dont la santé était fragile, allait briguer un second mandat. Le président annonça finalement en 1831 qu'il était candidat à sa réélection. Les principaux débats concernèrent dès lors le choix du candidat démocrate à la vice-présidence. Diverses personnes étaient envisagées parmi lesquelles Van Buren, le juge Philip Pendleton Barbour, le secrétaire au Trésor McLane, le sénateur William Wilkins, le juge assesseur John McLean ou même Calhoun. Afin de se mettre d’accord sur la composition du ticket, les démocrates tinrent leur première convention nationale en mai 1832. Van Buren, qui avait la faveur de Jackson depuis son attitude lors de l'affaire Eaton, fut désigné comme colistier dès le premier tour de scrutin. Le 28 décembre de la même année, Calhoun démissionna de ses fonctions de vice-président à la suite de son élection au Sénat.
Les opposants à Jackson étaient alors structurés en deux grands groupes : le Parti antimaçonnique et le Parti national-républicain. Depuis la disparition et le possible meurtre de William Morgan en 1827, un fort courant hostile à la franc-maçonnerie s'était développé aux États-Unis. En 1830, une assemblée des antimaçons réclama l'organisation d'un congrès national, qui devait déboucher sur la nomination d'un candidat à l'élection présidentielle. Ce fut chose faite en septembre 1831 avec la formation d'un ticket national mené par l'ancien procureur général William Wirt, du Maryland. Au mois de décembre, les nationaux-républicains se réunirent à leur tour et acceptèrent d'être représentés par Henry Clay. Ce dernier, qui avait rejeté les offres des antimaçons, proposa à Calhoun d'être son colistier, sans succès. De fait, l'opposition à Jackson était profondément divisée au moment de se lancer dans la course à la présidence. Les nationaux-républicains désignèrent pour candidat à la vice-présidence l'avocat John Sergeant, qui avait récemment défendu la Deuxième banque des États-Unis et la nation cherokee dans des litiges les opposant à l'administration Jackson.

Résultats de l'élection présidentielle américaine de 1832.

Le conflit entre le gouvernement et la banque fédérale fut l'enjeu central de la campagne de 1832, même si d'autres sujets comme la question des droits de douane et surtout la déportation des Amérindiens furent très discutés dans plusieurs États. Les nationaux-républicains dénoncèrent la « tyrannie de l'exécutif » instaurée selon eux par Jackson, qu'une caricature de l'époque avait surnommé le « roi Andrew Ier ». Sous la direction de Biddle, la banque nationale dépensa plusieurs milliers de dollars dans la campagne pour empêcher la réélection de Jackson, ce qui conforta l'opinion du président selon laquelle l'institution était un acteur influent du jeu politique. Le 21 juillet, Clay déclara à son entourage qu'il avait de bonnes chances de l'emporter.
Jackson érigea cependant son combat contre la banque comme une défense de l'homme ordinaire face à la tyrannie gouvernementale. De plus, la popularité de Clay et le dynamisme de sa campagne étaient bien loin d'égaler ceux de Jackson et du Parti démocrate. Le jour du scrutin, Jackson remporta l'élection par un raz-de-marée avec 54 % du vote populaire et 219 voix au sein du collège électoral. À l'échelle nationale, le total des suffrages obtenus par le président sortant (54,2 %) était en réalité légèrement inférieur au score qu'il avait réalisé en 1828 ; ses performances furent toutefois excellentes dans les États au sud du Kentucky et du Maryland où il récolta 88 % des voix. À l'inverse, Clay n'obtint aucun vote de grand électeur en Géorgie, en Alabama ou au Mississippi. Le candidat national-républicain arriva en deuxième position avec 37 % des suffrages et 49 votes de grands électeurs, loin devant Wirt qui ne rassembla que 8 % du vote populaire et seulement sept grands électeurs. L'assemblée législative de Caroline du Sud attribua le vote des grands électeurs de l'État au gouverneur de Virginie John Floyd, partisan de Calhoun et des « annuleurs ». En dépit de la victoire de Jackson à l’élection présidentielle, ses alliés perdirent la majorité au Sénat.

### Élection présidentielle de 1836

Résultats de l'élection présidentielle américaine de 1836.

À l'approche de l'élection présidentielle de 1836, Jackson refusa de briguer un troisième mandat et soutint la candidature de son vice-président Martin Van Buren. Fort de cet appui, Van Buren décrocha sans difficulté la nomination du Parti démocrate. La principale incertitude concernait le choix du vice-président. Deux noms étaient en lice : le représentant Richard Mentor Johnson du Kentucky et l'ancien sénateur de Virginie William Cabell Rives. Les démocrates du Sud ainsi que Van Buren penchaient fortement en faveur de Rives mais le président sortant avait une nette préférence pour Johnson. Une fois de plus, l'influence de Jackson fut déterminante et Johnson rassembla la majorité des deux tiers requise parmi les délégués. 
Les adversaires de Van Buren, au nombre de trois, appartenaient au Parti whig, une coalition d'opposants divers à la politique de Jackson. Les whigs présentèrent plusieurs candidats régionaux afin d'empêcher Van Buren d'obtenir la majorité des voix et de reporter ainsi l'élection à la Chambre des représentants, où chaque délégation disposait d'un vote par État, ce qui donnait aux whigs une meilleure chance de l'emporter. Le principal candidat whig dans le Sud était le sénateur Hugh Lawson White, qui faisait campagne contre le Force Bill, l'action de Jackson vis-à-vis des banques et les prises de positions de Van Buren dont l'impopularité était grande dans le Sud. Le général William Henry Harrison, propulsé au rang de héros national après sa victoire à la bataille de Tippecanoe en 1811, s'affirma rapidement comme le candidat whig favori dans les États du Nord, devançant Daniel Webster.
Le jour de l'élection, Van Buren arriva en tête avec 764 198 voix au suffrage populaire (soit 50,9 % du total) et 170 voix au sein du collège électoral. Harrison termina en deuxième position avec 73 votes de grands électeurs, contre 26 pour White et 14 pour Webster. Les 11 électeurs de Caroline du Sud se prononcèrent en faveur d'un cinquième candidat, Willie Person Mangum. La victoire de Van Buren était due tout à la fois à ses talents politiques et personnels, à la popularité et au soutien du président Jackson, à la bonne organisation du Parti démocrate et à la campagne inefficace des whigs.

## Postérité

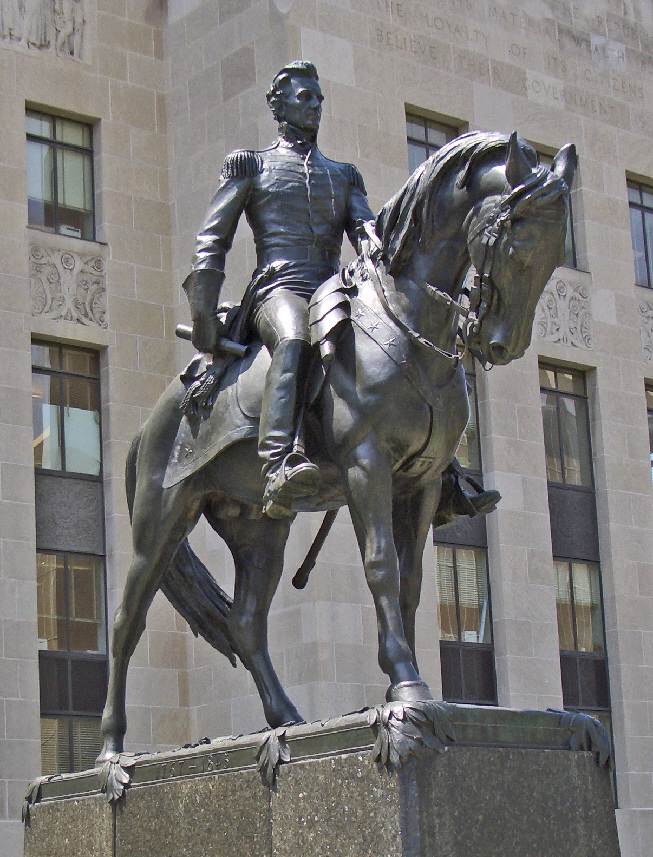
Statue équestre d'Andrew Jackson à Kansas City dans le Missouri.

Andrew Jackson est considéré, avec Thomas Jefferson et Abraham Lincoln, comme l'un des présidents américains les plus influents du XIXe siècle. Son passage au pouvoir fut marqué par un renforcement de la fonction présidentielle du fait de l'ingérence inédite du chef de l'État dans les affaires économiques du pays même si, paradoxalement, sa lutte contre la Seconde banque des États-Unis fut menée au nom d'une conception limitée des institutions fédérales. En outre, Jackson bénéficiait d'une légitimité populaire supérieure à celle de ses prédécesseurs, ce qui lui permit d'affranchir en partie la Maison-Blanche de la tutelle du Congrès. Il généralisa par ailleurs l'utilisation du droit de veto pour invalider non plus seulement les lois jugées contraires à la Constitution mais également celles qui allaient à l'encontre de ses politiques. Cette série de transformations du système politique américain, associée à la mise en place du spoils system, est caractérisée sous le nom de « démocratie jacksonienne », laquelle demeurait cependant imparfaite en raison d'un droit de vote toujours exclusivement réservé à la population masculine blanche. 
Jackson est, encore aujourd'hui, l'une des figures les plus étudiées et les plus clivantes de l'histoire des États-Unis. Pour l'historien Charles Grier Sellers, « l'incroyable personnalité d'Andrew Jackson était, en elle-même, suffisante pour faire de lui l'un des personnages les plus controversés de la scène américaine » ; le même auteur souligne ainsi que l'héritage du 7e président n'a jamais pu faire l'objet d'un consensus apaisé, compte tenu du fait que « ses adversaires ont toujours été ses plus féroces ennemis, et ses amis presque toujours ses adorateurs ». Doté d'un caractère entier et abrasif qui suscitait tantôt l'admiration, tantôt la détestation, il a longtemps été érigé en défenseur de l'« homme ordinaire », même si sa politique envers les Amérindiens a fait l'objet de critiques. Jean Heffer souligne que les électeurs de Jackson « voient en ce héros du Parti démocrate le symbole de l'époque : un défenseur du common man contre l'aristocratie de l'argent, un ardent nationaliste qui a battu les Anglais à la Nouvelle-Orléans en 1815, détruit la puissance des Indiens dans le Sud et contré la tentative de nullification des lois fédérales par la Caroline du Sud […]. Il personnalise la démocratie américaine, agressive et vivace ». L'un de ses premiers biographes, James Parton, écrit : 

« Il me semble qu'Andrew Jackson fut à la fois un patriote et un traître. Il était un général de première classe, tout en étant parfaitement ignorant de l'art de la guerre ; un brillant écrivain, élégant, éloquent, et malgré cela incapable de composer une phrase correcte ou d'épeler des mots de quatre syllabes. Premier des hommes d'État, il n'inventa ni ne rédigea jamais la moindre mesure. Il était le plus candide des hommes, et dans le même temps capable de la plus profonde dissimulation. Un citoyen tout à la fois rebelle et obéissant à la loi. Adepte de la discipline, il n'hésitait jamais à désobéir à son supérieur. Il était un autocrate respectueux de la démocratie ; un sauvage de la ville ; un saint atroce. »

Au XXe siècle, la plupart des travaux consacrés à Jackson étaient élogieux à son égard. Dans son ouvrage The Age of Jackson publié en 1945, Arthur M. Schlesinger Sr. dépeignit Jackson sous les traits d'un homme du peuple en lutte contre les inégalités et la tyrannie des classes supérieures. Au cours des années 1980, l'historien Robert V. Remini fit paraître une biographie de Jackson en trois volumes, suivie d'une étude abrégée en un seul volume ; le jugement qu'il porte sur Jackson est généralement favorable à ce dernier. Remini soutient par exemple que la démocratie jacksonienne « étend le concept de démocratie jusqu'à ses limites les plus extrêmes et n'en demeure pas moins fonctionnelle… À ce titre, son influence dans la chaîne des mutations (souvent spectaculaires) survenues dans l'histoire américaine aux XIXe siècle et XXe siècle — le populisme, le progressisme, le New Deal et le Fair Deal ainsi que les programmes de la Nouvelle Frontière et de la Grande société — est majeure ». Selon Remini, Jackson était en quelque sorte « la personnification du nouvel Américain… Celui-là n'était plus un Britannique. Il avait abandonné la queue et la culotte en soie. Il revêtait désormais un pantalon et s'était débarrassé de son accent anglais ». Des auteurs comme Richard Hofstadter ou Bray Hammond adoptent cependant un point de vue plus nuancé et considèrent que Jackson était partisan d'un capitalisme de laissez-faire profitable aux riches et oppressif à l'égard des pauvres.
De son côté, H. W. Brands observe que la réputation de Jackson a connu une période de déclin dans la seconde moitié du XXe siècle, à la faveur d'un examen plus scrupuleux de sa politique indienne. Dans le contexte du mouvement des droits civiques, écrit l'auteur, « sa qualité assumée de propriétaire d'esclaves fit de lui un homme plus condamnable que recommandable ». Brands note par ailleurs qu'« au tournant du XXIe siècle, il n'était guère exagéré de dire que la seule chose que les écoliers américains apprenaient au sujet de Jackson était sa responsabilité dans l'épisode de la Piste des Larmes ». À partir des années 1970, Jackson fut en effet sévèrement critiqué par des historiens pour avoir orchestré la déportation des tribus amérindiennes ; Howard Zinn qualifie en particulier Jackson de « plus farouche adversaire des Indiens que l'histoire de la toute jeune Amérique eût jamais connu » ainsi que d'« exterminateur d'Indiens ». À l'inverse, Remini est d'avis que, sans les mesures prises par Jackson, les tribus du sud des États-Unis auraient été purement et simplement anéanties, à l'image des Yamasees, des Mohicans ou des Narragansetts qui avaient refusé de quitter leurs terres.
En dépit de ces controverses, Jackson continue d'être tenu en haute estime par les historiens. De 1948 à 2009, il est ainsi fréquemment inclus au palmarès des dix plus grands présidents de l'histoire américaine. Sa position dans les sondages réalisés par C-Span entre 2009 et 2017 s'est toutefois dégradée, passant de la 13e à la 18e place. Cette baisse est parfois attribuée aux nombreux éloges formulés à l'égard de Jackson par Donald Trump qui, lors de son accession à la présidence, a fait accrocher le portrait de Jackson dans le Bureau ovale. Dans un sondage mené en 2018 au sein de l’American Political Science Association, Jackson est cité comme le quinzième plus grand président américain de tous les temps.